# 教育関係人物一覧
教育関係人物一覧（きょういくかんけいじんぶついちらん）は、教育思想家・実践家・教育学者・教育評論家・教育官僚などの教育者、すなわち教育に関係する人物の一覧。
Portal:教育/執筆依頼の「ひと」はこの一覧の赤リンクと同じにしています。この一覧に追加した場合は、テンプレートにも追加をお願いします。

## 教育史上の教育関係者（世界）

### 古代ギリシア
- ソクラテス - 対話を通して思考を深めて知識を産み出す方法、「産婆術」と呼ばれる方法で弟子を育て、相手の思考を刺激し自覚を促すことで、より深い理解を導き出すことを目指した。ただ生きるのではなく、善く生きることこそが最も重要であると説き、魂を良くする、すなわち徳を養うことを重視し、真の幸福は内面の調和や徳によって得られる、と説いた。弟子のひとりにプラトンがいる。
- プラトン - ソクラテスの弟子であり、アテネにアカデメイアという学校を設立して教育を行い、イデア論（本当にこの世に実在するのはイデアであって、我々が眼や耳などで肉体的に感覚する内容はあくまでイデアの似像にすぎない、とする考え方）を教え、その真理に到達するための哲学的な思考方法である弁証法（対話を通じて真理を追求する方法。師ソクラテスの産婆術を継承・発展させたもの）を提唱し、理想的な国家として哲人政治を唱え、魂の3つの部分とした理性・情・欲の調和を重視し、理想的な人間像を追求した。『ソクラテスの弁明』『国家』
- アリストテレス - プラトンの弟子であり、アテネ郊外にリュケイオンという学校を創立し多くの若者を直接教育し、また学問の方法論も探求し、倫理学、芸術論、論理学、政治論、生命論、動物論 等々等々 数多くの分野の研究と教育を行い、膨大な量の講義ノートを後世に残し、「万学の祖」と呼ばれるようになった。アリストテレスが教えた知識は、中世イスラーム世界の知恵の館でアラビア語に翻訳され図書館に収蔵され人々に教育され、その後、西ヨーロッパでアラビア語からラテン語などヨーロッパ諸語に翻訳され中世ヨーロッパの大学や修道院に継承され、やがてヨーロッパの大学のリベラルアーツ（自由七科）となった。現代でも、この教育方法を採用している大学はあり、多様で複雑な現代社会の中で自立的に生きてゆく力を学生につけさせるのにも役立っている。
- イソクラテス - 紀元前390年にアテネで修辞学を教える学校を設立した。これはギリシア随一の修辞学の学校で、ギリシア語圏各地から学生が集い、この学校で学んだ学生は政治家や雄弁家や歴史家になっていった。著名な卒業生としては政治家で将軍となったティモテウス（英語版）、歴史家のテオポンポス（英語版）やエポロス、プラトンの甥で哲学者となりアカデメイアの学長を務めることになったスペウシッポスがいる。
- ピタゴラス - イタリア半島南部のクロトンにピタゴラス教団（ピタゴラス学派（Pythagorean School））を創設し、数学、音楽、天文学、倫理学など多岐にわたる学問と宗教を融合させ、これを学問と生活の調和を重視する教育共同体として運営し、メンバーは厳格な規律と共同生活を通じて、知識と徳を養うことを目指した。
- プロタゴラス
- エピクロス
- ゼノン

### 古代ローマ
- マルクス・トゥッリウス・キケロ - ローマ人の教養。『雄弁家論』
- クインテリアヌス - 修辞学教科書。家庭教育重視・体罰否定。『雄弁家教育論』

### 中世ヨーロッパ
- トマス・アクィナス - 『神学大全』
- アルクィン - カロリングルネサンス
- ヨハネス・ドゥンス・スコトゥス
- アシジのフランチェスコ - フランシスコ会

### ルネサンス・宗教改革（主に14～16世紀）
- ヴィットリーノ・ダ・フェルトレ（it:Vittorino da Feltre） - 体育と遊戯を重んじる楽しい学校「喜びの家」
- デジデリウス・エラスムス - ロッテルダムの教養人。『痴愚神礼讃』『幼児教育論』
- ジャン・カルヴァン - ラテン古典や賛美歌・聖書などの学習をさせる学校を設立。『キリスト教綱要』
- フランシスコ・ザビエル
- ダンテ・アリギエーリ - 『神曲』の著者。
- フルドリッヒ・ツヴィングリ
- フアン・ルイス・ビベス - 個性に応じた学習指導。新教育の先駆者。『学問伝授論』
- フランソワ・フェヌロン - フランスの聖職者。『女子教育論』、『テレマックの冒険』。
- フランシス・ベーコン - 学問研究の新方法として帰納法を提唱。『新機関』『理想郷』
- ペトラルカ
- ジョヴァンニ・ボッカッチョ
- ジョン・ミルトン - ピューリタン革命を代表する思想家。教育の自由を主張。
- フィリップ・メランヒトン
- トマス・モア - イギリスの法律家。すべての子どもに教養が開放される理想郷『ユートピア』
- ミシェル・ド・モンテーニュ - 社会実学主義を提唱。体罰に反対。『随想録』
- フランソワ・ラブレー - 主著『ガルガンチュア物語』は帝王教育論の系譜に連なる。
- マルティン・ルター - 人文主義の教育理念。すべての人に『教理問答書』の学習を必修とした。
- イグナチウス・ロヨラ

### リアリズム・実学主義（主に17世紀）
- コメニウス - 『世界図絵』最初の学習絵本。近代教育の父。事物教授。『大教授学』
- アウグスト・ヘルマン・フランケ（de:August Hermann Francke） - コメニウスに影響を受ける。彼の思想はプロイセンの教育に影響を与えた。
- リチャード・マルカスター（en:Richard Mulcaster）
- ヴォフガング・ラトケ（de:Wolfgang Ratke） - コメニウス教育の先駆者。
- ジョン・ロック - 哲学者、家庭教育の手引書。『教育論（教育に関する一考察）』

### 啓蒙主義（主に18世紀）
- ヴォルテール - 啓蒙思想家。
- エティエンヌ・ボノ・ドゥ・コンディヤック - フランスの哲学者。
- ニコラ・ド・コンドルセ - フランス哲学者。公教育は国民に対する社会の義務だとする。
- フリードリヒ2世 - 「一般地方学事通則」
- シャルル・ド・モンテスキュー - 『法の精神』
- ルイ＝ルネ・ド・カラドゥーク・ド・ラ・シャロッテ（fr:Louis-René Caradeuc de La Chalotais） - 『国民教育論』
- ジャン＝ジャック・ルソー - 『エミール』の著者。
- ルイ＝ミシェル・ルペルティエ・ド・サン＝ファルジョー（fr:Louis-Michel Lepeletier de Saint-Fargeau） - 『国民教育計画』

### 新人文主義（主に18世紀）
- ロバート・オウエン - 産業革命期の工場経営者。未成年の就労の禁止、性格教育。
- イマヌエル・カント - 人間学・教育学の講義。『純粋理性批判』
- ヨハン・ヴォルフガング・フォン・ゲーテ - 教育州の理想。『ヴィルヘルム・マイスターの修業時代』
- フリードリッヒ・シュライエルマッハー - フンボルトに協力。ベルリン大学創設者の一人。
- フリードリヒ・フォン・シラー
- トゥイスコン・ツィラー - ヘルバルト教育学を発展。5段階教授説。『教育的教授論の基礎』
- ヨハン・ゴットリープ・フィヒテ - ペスタロッチの影響を受ける。『ドイツ国民に告ぐ』
- フリードリヒ・フレーベル - 幼稚園の生みの親。
- ヴィルヘルム・フォン・フンボルト - ベルリン大学の創設。
- ヨハン・ハインリヒ・ペスタロッチ - スイスの貧民、孤児の教育者。直感教授。
- ヨハン・フリードリヒ・ヘルバルト - 近代教育学の父。教授段階論。
- ヴィルヘルム・ライン - ヘルバルト学派。5段階教授説。『体系的教育学』
- グスタフ・アドルフ・リンドナー（de:Gustav Adolf Lindner）

### 18～19世紀
- トーマス・アーノルド - イギリスのパブリックスクールの教育者。
- サミュエル・ウィルダースピン（en:Samuel Wilderspin） - イギリスの教育者。幼児学校の普及に尽力。
- フランシス・ウェーランド（en:Francis Wayland）- ブラウン大学学長。牧師。
- コンスタンチン・ウシンスキー - ロシア教育科学の父。『母語』『子どもの教育』
- ルイーザ・メイ・オルコット - 「若草物語」の著者。自らも教師。
- ヨアヒム・ハインリヒ・カンペ（en:Joachim Heinrich Campe） - ドイツの教育者。『総点検』の編集。
- ヨハン・クリストフ・グーツ・ムーツ -　ザルツマンの学校で働く。近代体育の父。
- ピエール・ド・クーベルタン - 近代オリンピックの提唱者。
- ニコライ・フレデリク・セヴェリン・グルントヴィ - デンマークのフォルケホイスコーレの生みの親。
- クリステン・コル - デンマークの教育者で、フォルケホイスコーレ運動の創始者。
- ガブリエル・コンペーレ（en:Gabriel Compayré） - フランスの教育学者。
- クリスティアン・ゴットヒルフ・ザルツマン - ドイツの教育者。『かにの本』
- トーマス・ジェファーソン - アメリカの政治家。公費による初等教育の普及。
- エドワード・オースティン・シェルドン - アメリカの教育者。ペスタロッチ教育学・教授法をアメリカの教員養成校に導入した。
- ジェームズ・ジョホノット（en:James Johonnot）
- カール・フォルクマー・シュトイ（de:Karl Volkmar Stoy） - ドイツの教育者。イエナ大学に教員養成所を設立。
- デイヴィッド・ストウ（en:David Stow） - イギリスの教育者。グラスゴーに師範学校を設立。
- ハーバート・スペンサー - イギリス人。功利主義的教育論。『教育論（知育・徳育・体育）』
- フリードリッヒ・ディースターヴェーク - ギムナジウム教師。ペスタロッチ主義者。国民学校教育の改革。国民議会にも進出。
- フリードリヒ・ディッテス (en:Friedrich Dittes) - ドイツ、オーストリアの教育者。
- ヴィルヘルム・ディルタイ - ドイツの哲学者。精神科学的教育学の祖。文化教育学の源流。
- アドルフ・ドゥエイ - フレーベル幼稚園のアメリカへの紹介者。
- エルンスト・クリスティアン・トラップ（de:Ernst Christian Trapp） - ハレ大学教育学講座初代教授。
- ジョン・ヘンリー・ニューマン - イングランドの神学者。枢機卿。
- トマス・ヘンリー・ハクスリー - 進化論者として知られる。
- ヨハン・ベルンハルト・バゼドウ - ドイツの教育学者。汎愛学院創立者。学舎の運営にはザルツマンも参加。
- サミュエル・バトラー（en:Samuel Butler (schoolmaster)）
- ジョン・ヘイドン・バドレー（en:John Haden Badley） - イギリスの教育者。ビデールス校の創始者。
- ヴィルヘルム・ハルニッシュ（de:Wilhelm Harnisch） - ドイツの教育者。「世界科」の提唱。
- ジャン・アンリ・ファーブル - 元中学校教師、子どものための科学読み物の著者。
- アレクサンダー・ベイン（en:Alexander Bain）
- ロバート・ベーデン＝パウエル - ボーイスカウトの創立者。
- ヨハン・ユリウス・ヘッカー（en:Johann Julius Hecker） - ドイツの教育者。経済数学実科学校を設立。
- フリードリヒ・エドゥアルト・ベネケ (en:Friedrich Eduard Beneke) - ドイツの心理学者。
- アンドリュー・ベル - スコットランドの聖職者、教育者。ベル・ランカスター法の先駆者。
- ジェレミ・ベンサム - 『クレストマティア』
- ヨハネ・ボスコ - イタリアのカトリック司祭。非行少年の予防教育。
- ホーレス・マン - アメリカ公立学校の父。公立・無償・中立の公立学校。『民衆教育論』
- ジョン・スチュアート・ミル - 『自由論』
- ウィリアム・ゴドウィン - イギリスの政治哲学者。平等教育論、アナキズム教育論。『探究者』にて『エミール』の権力性を批判。
- エルンスト・モイマン（de:Ernst Meumann (Psychologe)） - ドイツの心理学者・教育学者。
- フリードリヒ・ルートヴィヒ・ヤーン（en:Friedrich Ludwig Jahn） - ドイツの教育者。ドイツ体操の父。
- ジャン＝バティスト・ド・ラ・サール - フランスの司教、教育者。貧困児教育。
- ジョセフ・ランカスター - 教育者。ベル・ランカスター教育法。
- エリザ・ルモニエ - フランス初の女子職業教育学校を設立（1862年）。
- シャルル・ミシェル・ド・レペー - フランスの聾唖教育の先駆者。
- フリードリヒ・エーベルハルト・フォン・ロホウ（de:Friedrich Eberhard von Rochow） - バゼドウの影響を受ける。『子どもの友』

### 20世紀
- アラン - フランスの哲学者・教育者。『教育論』。
- レフ・ヴィゴツキー - 心理学者。
- グスタフ・ヴィネケン（de:Gustav Wyneken） - ドイツの改革教育者・ヴィッカースドルフ校を創立。
- ベルトルト・オットー（de:Berthold Otto） - ドイツの教育者。合科教授運動。
- フーゴー・ガウディヒ（de:Hugo Gaudig） - ドイツの教育者。労作学校運動。
- エルンスト・クリーク - ドイツ人。ナチス教育の理論的根拠。『教育哲学』
- ナデジダ・クルプスカヤ - ロシアの革命家（レーニンの妻）。ソ連邦の教育学者。
- エレン・ケイ - 『児童の世紀』の著者。スウェーデンの女性ジャーナリスト。
- パウル・ゲヘープ - スイスのエコール・ド・フマニテの創立者。
- ゲオルグ・ケルシェンシュタイナー（de:Georg Kerschensteiner） - ドイツの教育学者。『公民教育の概念』『労作教育の概念』
- ヤヌシュ・コルチャック - 医師、ゲットーでのユダヤ人孤児の教育。
- エドゥアルト・シュプランガー - ドイツ人。理想的な人間を理論的・審美的・経済的・社会的・政治的・宗教的の6つに分類。『文化と教育』
- ルドルフ・シュタイナー - 宗教家、シュタイナー学校を創設。
- ラビンドラナート・タゴール - 学校創設者、詩人。
- クララ・ツェトキン - 女性解放運動。
- エミール・デュルケム - フランス人。宗教に依存しない道徳教育。『教育と社会学』
- オヴィド・ドクロリ - ベルギー人。観察・連合・表現の3段階総合教育。『ドクロリ・メソッド』
- エドモン・ドモラン（fr:Edmond Demolins） - フランス人。「ロッシュの学校」『新教育』
- パウル・ナトルプ　- ドイツの哲学者で、社会教育の提唱者。『社会的教育学』
- パーシー・ナン（en:Percy Nunn） - イギリスの新教育の実践家。「自己表現の教育学」。
- A・S・ニイル - サマーヒルスクール。
- ヘルマン・ノール　- 精神科学的教育学。教育的関係。
- エリザベート・ハインペル - 社会福祉教育、コルチャック研究、反戦運動。
- フランシス・ウェーランド・パーカー（en:Francis Wayland Parker） - アメリカ人。進歩主義教育の父。『中心統合法の理論』
- ハロルド・E・パーマー - 英語教育、財団法人語学教育研究所初代所長。
- ジャン・ピアジェ - 心理学者。
- アルフレッド・フイエ
- レオ・ブスカーリア - 教育学者。
- ヴィルヘルム・フリットナー - 精神科学的教育学。
- セレスティン・フレネ - フランスの教育者。フレネ教育を創始。『フランスの現代学校』
- ジェイコブ・ブロノフスキー - ポーランド生まれの科学者。ジェネラリスト。教養の意味と歴史についての啓蒙家。
- ブルーノ・ベッテルハイム - 心理学者。
- パウル・ベルゲマン (ko:파울 베르게만) - ドイツの教育学者。『社会的教育学』。
- アルフレート・ボイムラー - ナチズムの教育学者。
- ジョン・ホルト - 学ぶことの意味。
- A・S・ホーンビー - 英語教育、辞書。
- オットー・フリードリッヒ・ボルノウ - ディルタイとハイデッガーに影響を受ける。『実存哲学と教育学』
- アントン・マカレンコ - ロシアの教育者。非行少年のコムーナでの集団主義教育の実践。
- マリア・モンテッソーリ - 医師、障害児教育から幼児教育へ。
- ジョン・ラスキン - 芸術教育運動。
- バートランド・ラッセル - イギリス人。教育の平等を主張。『教育と社会体制』
- ジョージ・トランブル・ラッド - アメリカ合衆国の心理学者。
- ポール・ランジュバン - 「ランジュバン・ワロン計画」
- ヘルマン・リーツ - ドイツの田園教育塾の生みの親。
- テオドール・リット　- 精神科学的教育学。「指導か放任か」。
- アルフレッド・リヒトヴァルク - ハンブルク芸術教育運動の指導者。
- ホーマー・レイン - リトル・コモンウェルスの創始者、教育者。
- セシル・レディ - イギリスの新教育の推進者。
- アンリ・ワロン - 心理学者。

### 20世紀の教授理論提唱者
- カールトン・ウォッシュバーン（en:Carleton Washburne） -　アメリカの新教育の推進者。「ウィネトカ・プラン」
- デイヴィッド・オーズベル - 「有意味受容学習」。教育心理学者。
- ウィリアム・ヒアド・キルパトリック - アメリカの教育学者。デューイの弟子。「プロジェクトメソッド」
- フランシス・ケッペル（en:Francis Keppel） - 「チームティーチング」
- バラス・スキナー - 「プログラム学習」
- ジョン・デューイ - アメリカの教育学者、哲学者。「問題解決学習」「単元学習」『学校と社会』『民主主義と教育』
- ヘレン・パーカースト - アメリカの教育者。「ドルトン・プラン」の提唱。
- ハインペル（H. Heimpel） - マルチン・ヴァーゲンシャイン（de:Martin Wagenschein）とともに「範例教授法」。
- ジェローム・ブルーナー - アメリカの心理学者。教育の現代化運動推進者。「発見学習」
- ペーター・ペーターゼン（de:Peter Petersen） - ドイツの教育学者。「イェナ・プラン」『教育の根源』
- ベンジャミン・ブルーム - 「完全習得学習」
- ヘンリー・モリソン（en:Henry C. Morrison） - アメリカの教育学者。「モリソン・プラン」『中等学校における教育実践』
- ウィリアム・アルバート・ワート（en:William Wirt） - ゲーリー・システム。

### 障害児教育
- ヴァランタン・アユイ（en:Valentin Haüy） - 西洋最初の盲学校。フランス。
- ジャン・イタール - アヴェロンの野生児
- ウォナー - ロンドン医師。知的障害調査。
- ヴォルフ・ヴォルフェンスベルガー（en:Wolf Wolfensberger） - アメリカのノーマリゼーション研究者。
- ジャン・エティエンヌ・ドミニク・エスキロール - 精神科医。セガンの師。
- トーマス・ホプキンズ・ギャローデット - アメリカ最初のろう学校。
- エドワード・マイナー・ギャローデット - 手話法のろう学校。
- グッゲンビュール（it:Johann Jacob Guggenbühl） - クレンチ病治療。重度知的障害児教育。
- J・W・クライン（de:Johann Wilhelm Klein） - 盲学校。ドイツ。
- ウィリアム・クリュックシャンク（William M. Cruickshank） - 脳性まひ児の図－地関係知覚障害の研究。
- ジョン・コノリー (en:John Conolly)- 精神科医。知的障害児教育。
- アン・サリヴァン - ヘレン・ケラーの家庭教師（奇跡の人）。
- ロシャンブロワーズ・キュキュロン・シカール - シャルル・ミシェル・ド・レペーの後継者。フランス。
- シュトラウス（Alfred A. Strauss) - 内因性知能障害・外因性知能障害。
- エドゥアール・セガン - 「白痴の使徒」「白痴のマグナカルタ」
- ベンクト・ニィリエ（Bengt Nirje） - 障害児問題の理論的指導者。「ノーマライゼーション」
- サミュエル・ハイニッケ（de:Samuel Heinicke） - 口話法確立。ドイツ。
- サミュエル・グリドリー・ハウ（en:Samuel Gridley Howe） - パーキンス盲学校（アメリカ二番目）。
- D・ハリス - 学校調査。
- ニルス・バンク＝ミケルセン（de:Nis Bank-Mikkelsen） - 「ノーマライゼーション」
- フリードリヒ・モリッツ・ヒル（de:Moritz Hill） - ドイツ口話教授法。
- ルイ・ブライユ - 点字の創始者。フランス。
- トーマス・ブレイドウッド（en:Thomas Braidwood） - 口話法の聴覚障害児教育。イギリス。
- テオドール・ヘラー（de:Theodor Heller） - 治療教育学。
- ホワイト姉妹 - 1846年ロンドンに知的障害児の施設。
- ヘルマー・マイクルバスト（Helmer R. Myklebust） - 学習障害研究。
- マイロン・リーバーマン（Myron Lieberman） - 専門職性の規定。
- シャルル・ミシェル・ド・レペー - 西洋世界で最初の障害児教育。フランス。

## 現代の教育関係者（世界）
- エドワード・グスタフ・オルセン（Edward Gustave Olsen） - アメリカの教育学者。コミュニティスクールの実践を理論化。『学校と地域社会』
- ポール・ラングラン - ユネスコの教育行政家。
- イヴァン・イリイチ - 元カトリック聖職者、脱学校論。
- フランク・ジェサップ（Frank W. Jessup） - イギリス人。生涯学習推進者。『生涯学習』
- エットーレ・ジェルピ（it:Ettore Gelpi） - ラングランの後任。自己決定学習を提唱。『生涯教育-抑圧と解放の弁証法』
- ジョルジュ・ギュスドルフ (fr:Georges Gusdorf) - 哲学者。教師論など。
- エーリヒ・フロム - 社会心理学社。to have to be を主張。『生きるということ』
- ハーバート・ギンタス - 教育を通じた階層化の研究で著名。アメリカのラディカル派経済学者。
- ポール・グッドマン（en:Paul Goodman） - 作家でありアナーキスト。『ゲシュタルト療法』
- ジョナサン・コゾル - 元教員。教育、特に社会的底辺のそれをテーマにエッセイ、講演多数。
- ベル・フックス - ジェンダーと教育。
- トニー・ブザン - マインドマップの提唱者。
- パウロ・フレイレ - ブラジル、識字教育の実践。
- サミュエル・ボールズ - 教育を通じた階層化の研究で著名。アメリカのラディカル派経済学者。
- ピーター・マクラーレン（en:Peter McLaren） - 批判教育学の代表者。
- ガストン・ミヤラレ（fr:Gaston Mialaret） - フランスの教育科学の代表者。
- ロン・ミラー（Ron Miller） - ホリスティック教育の提唱者。
- ピーター・ミルワード - 上智大学教授。イギリスの教育と教養について著作多数。
- クラウス・モーレンハウアー（de:Klaus Mollenhauer） - フランクフルト学派に依拠した教育批判。
- エヴァレット・ライマー（en:Everett Reimer） - 「学校は死んでいる」の著者。
- デイヴィッド・リースマン - 社会学者。アメリカの高等教育についての著作多数。
- オリヴィエ・ルブール（fr:Olivier Reboul） - 「教育とは何か」の著者。

## アジアの教育思想家・実践家

### 古代
- 孔子
- 孟子
- 墨子
- 荀子

### 中世
- イブン・トファイル - 12世紀のイスラムの哲学者。
- ガザーリー - 12世紀イスラムの思想家。
- 世宗 (朝鮮王)
- 王陽明

### 近代
- 晏陽初（zh:晏陽初）
- 陶行知（zh:陶行知）
- 蔡元培
- 徐特立
- マハトマ・ガンディー - 無抵抗の教え
- ラビンドラナート・タゴール - 森の学校

## 教育史上の教育関係者（日本）

### 飛鳥・奈良時代
- 石上宅嗣
- 吉備真備
- 聖徳太子 - 賢哲政治
- 山上憶良

### 平安時代
- 最澄 - 指導僧養成
- 空海 - 僧侶養成教育
- 菅原道真 - 菅家廊下

### 鎌倉・室町・安土桃山時代
- 親鸞 - 人間存在そのものへの愛
- 栄西
- 道元 - 指導僧養成
- 日蓮 - 天台教学
- 北条実時
- 上杉憲実 - 足利学校の中興の祖
- 観阿弥
- 世阿弥 - 芸道の教育

### 江戸時代
- 新井白石 -「折りたく柴の記」
- 安藤昌益 - 直耕自然　『自然真営道』
- 池田光政 - 閑谷学校
- 石田梅岩 - 心学講舎　『都ヒ問答』
- 伊藤仁斎 - 古義堂　『童子問』　古学派
- 井上金峨 - 折衷学派　粥講　医学塾・躋寿館　。
- 大槻玄沢 - 芝蘭堂
- 緒方洪庵 - 適塾（適々塾）『病学通論』
- 大原幽学 - 教導所改心楼　「性理学」
- 荻生徂徠 - 蘐園塾　古学派
- 貝原益軒 - 「和俗童子訓」、日本最初の体系的な教育書。歳
- 海保漁村 - 考証学派 私塾掃葉軒。鳩山和夫や渋沢栄一の師。
- 香月牛山 - 「小児必用養育草」、医師が書いた育児書。
- 菅茶山 - 頼山陽の師。黄葉夕陽村舎　後の廉塾
- 木下順庵 - 新井白石など木門十哲の師。
- 熊沢蕃山 - 『集義和書』庶民教育の場「花園会」
- 児玉南柯 - 私塾遷喬館
- 佐藤一斎 - 昌平坂学問所儒官（総長）。儒学を大成。門下生は三千人と言われ、その多くが明治維新の原動力となる。『言志四録』
- 佐久間象山 - 象山書院　「東洋道徳西洋芸術」
- シーボルト - 鳴滝塾
- 杉山巣雲 - 江戸時代の教育者
- 鈴木玄淳 - 江戸時代の教育者
- 藤原惺窩 - 朱子学程朱学派。林羅山など惺窩門四天王の師。
- 中井竹山 - 懐徳堂
- 中江藤樹 - 陽明学 藤樹書院　『翁問答』
- 中村惕斎 - 日本で最初の絵入り百科辞典
- 二宮尊徳 - 村おこしの教育
- 林羅山 - 昌平黌（こう）。後の昌平坂学問所
- 広瀬淡窓 - 咸宜園（かんぎえん）
- 細井平洲 - エイ鳴館
- 吉田松陰 - 松下村塾『講孟余話』
- 山鹿素行 - 古学派
- 山崎闇斎 - 闇斎学（朱子学一派）垂加神道
- 山本北山 - 孔子学 私塾奚疑塾 北山門十哲など弟子多数
- 室鳩巣 - 幕府（徳川家宣、家継、吉宗）の儒学者。
- 本居宣長 - 門人教育　『古事記伝』
- 頼春水 - 寛政の三博士 私塾青山社。頼山陽の父
- 良寛 - 「愛語」子どもを無上の友

### 明治（明治・大正）
- 秋月新太郎 - 文部官僚、漢詩人。女子高等師範学校長、貴族院議員を務めた。
- 秋月悌次郎 - 文部官僚、教育者。
- 秋山恒太郎 - 明治時代の教育者、文部官僚。官立長崎師範学校、官立東京師範学校（筑波大学の前身の1つ）をはじめ、各地の県立師範学校・中学校校長を歴任した。
- 秋保安治 - 明治期の工業教育者。
- 赤司鷹一郎 - 文部官僚、教育者。錦鶏間祗候。
- 伊沢修二 - 『教育学』日本人による最初の教育学書　「小学唱歌集」編集、近代日本の音楽教育、吃音矯正の第一人者。
- 伊藤博文 - 教育議。初代・第5代・第7代・第10代内閣総理大臣。
- 井口阿くり - 女子体育の母
- 井上円了 - 東洋大学、京北学園の創立者。
- 井上毅 - 教育勅語起草
- 稲葉彦六 - 文部官僚、教育者
- 市河三喜 - 英語学、英語教育
- 石井十次 - 慈善事業家。児童福祉の父。岡山孤児院の創設者。
- 石黒英彦 - 文部官僚、朝鮮総督府・台湾総督府官僚。
- 上原六四郎 - 文部官僚、音響学者・美術工芸教育者。
- 内村鑑三 - キリスト教教育・教育勅語事件
- 内村良蔵 - 明治時代前半期の日本の教育者、文部官僚。東京外国語学校（東京外国語大学の前身）校長を務めた。
- 梅謙次郎 - 文部官僚、法学者、教育者。学位は、法学博士。帝国大学法科大学（現東京大学法学部）教授、東京帝国大学法科大学長、内閣法制局長官、文部省総務長官等を歴任。
- 梅田義信 - 文部官僚、横浜市長。東京府東多摩郡長、東京市芝区長、栃木・奈良県書記官、文部省参事官、同書記官などを歴任
- 海老名弾正 - キリスト教教育
- 江藤新平 - 明治時代の文部官僚、政治家、官吏、教育者。
- 奥山政敬 - 明治時代の文部官僚、司法官、官立大阪英語学校（京都大学の前身の一つ）および官立大阪師範学校の校長、松山・名古屋・大阪の地方裁判所長、広島控訴院長、貴族院議員を歴任した。
- 押川方義 - 東北学院、宮城学院の創立者。
- 岡倉天心 - 文部官僚、美術教育に尽力
- 岡倉覚三（天心） - 東京美術学校、日本美術院の創設者。『茶の本』
- 小笠原道生 - 文部官僚、体育官兼体育研究所技師、大臣官房体育課長を経て、体育局長となる
- 折田彦市 - 明治時代に活動した日本の教育者・文部官僚。旧制第三高等学校（三高）の初代校長として知られている。
- 大隈重信 - 早稲田大学の創立者。第8代・第17代内閣総理大臣。日本で初めて始球式を行う。
- 大妻コタカ - 女子教育　大妻学院の創立者。
- 大森兵蔵 - 体育指導者。日本に初めてバスケットボールとバレーボールを伝える。日本初のオリンピック選手団の監督も務める。
- 大村清一 - 文部官僚、弁護士、衆議院議員、貴族院議員（勅選）、相模女子大学長なども務めた。
- 大島誠治 - 文部官僚、文部省参事官、東京仏学校（現・法政大学）校長、文部大臣秘書官、大臣官房文書課長、第四高等学校（現・金沢大学）初代校長、会計検査院検査官などを歴任
- 大木喬任 - 文部卿として学制を制定。明治六大教育家。
- 大竹多気 - 工業教育者
- 沖野忠雄 - 明治期の工業教育者。東京職工学校で工業教育を担当
- 可児徳 - 高等師範学校教師。体育指導者。日本に初めてドッジボールを伝える。
- 嘉納治五郎 - 高等師範学校長。日本体育の父。講道館柔道、大日本体育協会（後の日本スポーツ協会）の創始者。日本のオリンピック初参加にも尽力。
- 河津祐之 - 文部官僚、東京法学校（現法政大学）校長のほか元老院書記官、大阪控訴院検事長、名古屋控訴裁判所検事長、司法大書記官、司法省刑事局長、逓信次官などを歴任。
- 河内信朝 - 文部官僚、教育者。
- 柿沼竹雄 - 文部・内務官僚。官選県知事。
- 鎌田栄吉 - 明治期の官僚、政治家。枢密顧問官、貴族院議員、衆議院議員、文部大臣、慶應義塾長、帝国教育会長。交詢社理事長。
- 金子銓太郎 - 文部官僚、教育者。
- 桂太郎 - 拓殖大学の創立者。
- 神津専三郎 - 明治時代の音楽教育者。
- 神田孝平 - 江戸時代末期から明治時代にかけての日本の洋学者、文部官僚、兵庫県令、文部少輔、元老院議官、貴族院議員を歴任した。
- 柏田盛文 - 明治時代の文部官僚、教育者。鹿児島県会（鹿児島県議会の前身）議長、第四高等中学校（金沢大学の前身の一つ）校長、衆議院議員、文部次官、千葉・茨城・新潟の各県知事を歴任した。
- メアリー・キダー - フェリス女学院の創立者。
- 菊池大麓 - 教育行政官、日本で初めて西洋数学を教授。
- 菰田万一郎 - 文部官僚、教育者。
- 木下広次 - 文部官僚、文部省御用掛および一高校長・帝国大学
- 木村正義 - 文部書記官兼文部大臣秘書官、文部省学生部長、同省実業学務局長、衆議院議員（4期）などを歴任。
- 木村正辞 - 文部官僚、国学者、国文学者。
- ウィリアム・スミス・クラーク - 札幌農学校の外国人教師。
- 久保田譲 - 文部官僚、文部大臣。「教育制度改革論」を発表。
- 久保田鼎 - 文部官僚、奈良および京都帝室博物館の館長、東京美術学校校長などを務めた。
- 九鬼隆一 - 文部官僚。1880年代前半の文部行政を主導。
- 窪田治輔 - 文部官僚・内務官僚。官選県知事。
- 隈本有尚 - 文部官僚、教育者、天文学者、数学者、心理学者、占星術師。福岡県立中学修猷館初代館長、長崎高等商業学校初代校長、朝鮮総督府中学校初代校長。
- 黒田清綱 - 文部官僚。
- 近藤真琴 - 攻玉塾（現攻玉社）の創立者。主に数学・工学・航海術の分野で活躍。明治六大教育家。
- 後藤牧太 - 教育者。理科教育、手工教育を開拓。
- 小山知一 - 文部官僚、佐賀県知事、高知県知事、文部省普通学務局長を歴任した。
- 小松原英太郎 - 文部大臣。図書館設立に関する文部大臣訓令を発令、通俗教育調査委員会を設置。
- 小松原隆二 - 教育者、文部官僚。第七高等学校造士館教授など
- 小森慶助 - 文部官僚、教育者
- 小幡甚三郎 - 文部官僚、幕末・明治初期の教育者
- 小林小太郎 - 明治時代前半期の文部官僚。長らく文部省の翻訳事業に携わり、欧米への日本の教育事情の紹介、ならびに日本の教育制度の近代化に貢献した。
- 小林雄七郎 - 明治期の官吏、文部官僚、衆議院議員。
- 肥田昭作 - 文部官僚、第四大学区第一番中学（京都大学の前身の1つ）学長、東京外国語学校（東京外国語大学の前身）、東京英語学校校長など
- 斎藤秀三郎 - 英語教育
- 斎藤斐章 - 歴史教育
- 西園寺公望 - 私塾立命館の創立者。
- 沢村真 - 文部官僚、農学者、農学博士。
- 塩野直道 - 文部官僚、算術教育者。4つ珠そろばんの普及者。文部省の図書監修官となり、国際数学者会議で絶賛された画期的な教科書『尋常小学算術』を編集する。
- 下村寿一 - 文部官僚、東京女子高等師範学校校長。女子学習院長など。
- 下田歌子 - 女子教育　実践女学校の創設者。
- 柴田徳次郎 - 国士舘の創立者。
- 芝田徹心 - 文部官僚、女子学習院長。宮中顧問官。
- 渋谷徳三郎 - 文部官僚、東京市の各区長や、仙台市長などを歴任したが教育行政への造詣が深かったことから、仙台市長時代には「教育市長」とも呼ばれた。
- 諸葛信澄 - 明治時代の日本の教育者。官立東京師範学校（筑波大学の前身の一つ）および官立大阪師範学校の校長を務めた。
- 清水勤二 - 文部官僚、教育者。名古屋工業大学初代学長を務めた。
- 清水彦五郎 - 文部官僚、帝国大学法科大学舎監、帝国大学書記官・法科大学舎監、高等商業学校校長、東京帝国大学書記官・医科大学附属医院事務官督を歴任した。
- 島田三郎 - 文部官僚、衆議院議員、ジャーナリスト。
- 嶋田安次郎 - 大阪の地域教育に尽力。
- 幣原坦 - 教育行政官
- マリオン・スコット - 一斉教授法、直観教授法を指導。
- 鈴木治太郎 - アルフレッド・ビネーの手法を翻案した鈴木ビネー知能検査を発表。
- 鈴木眞年 - 文部官僚、江戸時代末期から明治時代にかけての系譜研究家・国学者。
- 瀬戸虎記 - 文部官僚、教育者。第一高等学校長など。
- 高橋健三 - 明治期の文部官僚、ジャーナリスト・政治家。英吉利法律学校(中央大学の前身）創立者の一人。
- 高橋是清 - 開成学園の創設者。
- 高橋是清 - 文部官僚、財政家、日銀総裁、政治家。第20代内閣総理大臣
- 高嶺秀夫 - 明治時代の文部官僚、教育者。開発主義教育
- 滝沢菊太郎 (師範学校長) - 明治時代から大正時代にかけての文部官僚、教育者。府県師範学校長。
- 谷本富 - ヘルバルト主義、『系統的新教育学綱要』
- 田中不二麿 - 文部官僚、教育行政家。教育令制定に尽力。
- 塚原政次 - 明治時代から昭和初期にかけての日本の教育心理学者。文学博士
- 津田梅子 - 女子教育　女子英学塾（後の津田塾大学）の創立者。
- 辻新次 - 初代文部次官、大日本教育会・帝国教育会会長、東京仏学校創設者。
- 坪井玄道 - 高等師範学校、体操伝習所教員。体育学者。『戸外遊戯法』、『普通体操法』を出版。日本に初めてサッカー、ドッジボールを紹介。
- 都筑馨六 - 文部官僚、外交官、政治家。貴族院議員、枢密顧問官、法学博士、男爵。
- 寺田勇吉 - 明治時代から大正時代にかけての文部官僚、教育者。東京高等商業学校（一橋大学の前身）、日本橋高等女学校（日本橋女学館高等学校の前身）校長、日本体育会体操学校（日本体育大学の前身）女子部長、九段精華高等女学校長を歴任した。
- 手島精一 - 明治時代の教育者、文部官僚。 工業教育、東京教育博物館（国立科学博物館の前身）および東京図書館（国立国会図書館の前身の一つ）主幹、共立女子職業学校（共立女子中学校・高等学校の前身）など
- 豊留アサ - 女子教育 私立新庄女学校（広島県新庄学園の前身）校長。
- 永井浩 (内務官僚) - 文部官僚、官選熊本県知事。
- 永井道明 - 高等師範学校教授。体育指導者。日本体操の父。『学校体操教授要目』（後の「学習指導要領体育編」）の制定に尽力。日本にスウェーデン体操、肋木、ドッジボールを導入。
- 成瀬仁蔵 - 日本女子大学の創立者。
- 中川健藏 - 文部官僚、台湾総督、貴族院議員。
- 中川元 - 明治時代の教育者、文部官僚。第四高等中学校（金沢大学の前身の一つ）、第五高等学校（熊本大学の前身の一つ）、第二高等学校（東北大学の前身の一つ）、仙台高等工業学校（東北大学工学部の前身の一つ）の校長を歴任した。
- 中川小十郎 - 京都法政学校（後の立命館大学）の創立者。
- 中村正直 - 同人社を創立。教育勅語を起草。『 西国立志編』など多くの翻訳書を発刊した。明治六大教育家。
- 中島永元 - 文部官僚、辻新次とともに一貫して明治前期の中央教育行政にたずさわる
- 長屋順耳 - 文部官僚、東京外国語学校校長。女子学習院長。宮中顧問官など。
- 長野長広 - 文部官僚、衆議院議員。文部政務次官、内務政務次官を歴任。
- 長與專齋 - 文部官僚、医師、医学者。
- 新渡戸稲造 - 『武士道』の著者。
- 新島襄 - 同志社の創立者。 英語・キリスト教の分野で多くの逸材を教育。明治六大教育家。
- 西周 (啓蒙家) - 啓蒙思想家、西洋哲学者。獨逸学協会学校（現：獨協中学校・高等学校）初代校長、貴族院議員、錦鶏間祗候など。
- 西川順之 - 文部官僚、教育者。
- 西村貞 - 明治時代の文部官僚、教育者。官立大阪師範学校長など
- 西村茂樹 - 明六社創設者のひとり。『日本道徳論』の著者。啓蒙思想家、教育者。文学博士。道徳振興団体「日本弘道会」創設者。
- 二階堂トクヨ - 女子体育の母。二階堂体操塾（後の日本女子体育大学）の創立者。日本女子初の五輪メダリスト・人見絹枝を育てる。
- 沼田悟郎 - 文部官僚、教育者。
- 野口明 - 文部官僚、教育者。お茶の水女子大学初代学長などを歴任した。
- 野村綱 - 文部官僚、教育者。宮崎県学務課長、県立宮崎学校長、鹿児島県会（鹿児島県議会の前身）初代議長、文部省普通学務局次長、宮崎県尋常中学校（宮崎大宮高等学校の前身）校長を歴任した。
- 野村素介 - 文部官僚、政治家、書家。
- 野村彦四郎 - 明治時代の文部官僚、官吏、教育者。石川県師範学校（金沢大学の前身の一つ）初代校長、京都府学務課長、体操伝習所（筑波大学体育専門群の前身の一つ）所長、第一高等中学校校長など
- 野田義夫 - 文部官僚、教育者。
- エミール・ハウスクネヒト - ヘルバルト派教育学を伝える。
- 長谷川泰 - 医学者、政治家、私立医学校の済生学舎（日本医科大学の前身）を設立。
- 畠山義成 - 明治時代初期の文部官僚、教育者。
- 伴正順 - 明治時代前半期の文部官僚、裁判官、東京外国語学校（東京外国語大学の前身）、宮城外国語学校の校長を歴任した。
- 服部一三 - 明治時代の文部・内務官僚。東京英語学校、東京大学法・理・文各学部綜理（1880年（明治13年）6月4日）、東京大学予備門（いずれも東京大学教養学部の前身）校長など歴任
- 浜尾新 - 文部官僚、文部大臣、東京帝国大学総長。
- 日田権一 - 文部官僚、教育者
- 菱田重禧 - 文部官僚・裁判官。青森県権令。
- 平山太郎 - 明治時代前半期の文部官僚。体操伝習所（筑波大学体育専門群の前身の一つ）主幹、東京図書館（国立国会図書館の前身の一つ）館長など歴任
- 平賀義美 - 明治期の化学者・工業教育者。
- 檜垣直右 - 教育者、文部・内務官僚。官選県知事、錦鶏間祗候。
- 藤野恵 - 文部官僚・内務官僚。官選県知事、文部次官を歴任。
- 古市公威 - 明治期の工業教育者。工学博士。帝国大学工科大学初代学長。
- 福岡孝弟 - 文部官僚、政治家。五箇条の御誓文を加筆、政体書を起草した人物である。
- 福澤諭吉 - 慶應義塾創始者。『学問のすゝめ』の著者。 法学・経済学を中心に幅広い思想家として著名。明治六大教育家。
- 保科百助 - 鉱物学者、理科教育
- 丸山環 - 文部官僚、教育者
- 松井正夫 - 文部官僚、化学者、元文部省学校教育局大学教育課長、新潟高等学校の最後の校長、新潟大学理学部初代学部長。
- 松井直吉 - 文部官僚、化学者。理学博士。 第三高等中学校（京都大学の前身の一つ）教頭、文部省専門学務局長、東京化学会（日本化学会の前身の一つ）会長、東京帝国大学（東京大学の前身）農科大学長・総長を歴任した。
- 松浦鎮次郎 - 文部官僚、教育者、政治家。九州帝国大学総長歴任。
- 松尾長造 - 文部官僚、広島女子高等師範学校校長。
- 正木退蔵 - 明治時代の文部官僚、教育者、外交官。開成学校講師留学生監督
- 牧野伸顕 - 文部官僚、政治家。
- 宮崎謙太 - 内務・文部官僚。官選佐賀県知事。
- 溝淵進馬 - 明治時代から昭和初期にかけての文部官僚、教育者。
- 三沢寛一 - 文部官僚、北海道札幌市長、山形県知事、島根県知事、札幌観光協会長など。
- 三島中洲 - 二松學舍の創立者、漢学者。
- 南弘 - 文部官僚
- 箕作麟祥 - 文部官僚、幕末から明治時代の日本の幕臣・洋学者、法学者、和仏法律学校（現・法政大学）初代校長を歴任
- ルーサー・ホワイティング・メーソン - 音楽教育を指導。
- ダビッド・モルレー - 文部行政顧問、教育令草案作成。
- 元田永孚 - 教育勅語起草
- 森有礼 -  明六社の発起代表人。初代文部大臣。明治六大教育家。
- 安井てつ - 東京女子大学の創立者。
- 山崎達之輔 - 文部官僚、衆議院7期。
- 山川建 - 文部官僚、普通学務局庶務課、専門学務局学務課、大臣官房体育課、同文章課、同会計課の各課長を歴任。ほか千葉県警視、同理事官、静岡県地方事務官など
- 柳本直太郎 - 文部官僚、教育者。第一大学区第一番中学（東京大学の前身の1つ）学長、東京外国語学校（東京外国語大学の前身）校長、名古屋市長を歴任した。
- 湯原元一 - 教育者、文部官僚。ヘルバルト派教育学を紹介。
- 湯地幸平 - 文部官僚・内務官僚、福井県知事、貴族院議員を歴任
- 吉岡郷甫 - 文部官僚、日本語学者。第二高等学校教授 文部省図書審査官、同視学官など
- 吉川泰次郎 - 文部官僚、教育者。日本郵船二代目社長。
- 吉村寅太郎 (教育者) - 文部官僚、教育者。文部省に出仕し、広島外国語学校校長、広島英語学校長など歴任
- 吉田賢輔 - 文部官僚、儒者、幕臣、慶應義塾長。明治期の官僚、教育者、啓蒙者。
- 芳川顕正 - 文部大臣。教育勅語発布を推進。
- ジョージ・アダムス・リーランド - 学校体育を指導。
- 渡部董之介 - 文部官僚、教育者。文部省試補、視学官、参事官・書記官、参事官・図書審査官、図書監査官・図書課長心得などを歴任した後、第七高等学校造士館
- 渡辺嘉重 - 日本で最初の子守学校の創立者。
- 渡辺辰五郎 - 女子教育、服装教育の第一人者。東京家政大学、共立女子大学の創立に関与。

### 大正（明治・大正）
- 芦田惠之助 - 綴り方教育の実践家
- 粟屋謙 - 文部官僚、滝川事件当時の文部次官。
- 赤井米吉 - 明星学園の創設者。『愛と理性の教育』
- 赤間信義 - 文部官僚、参事官ほか
- 足立正 - 教育者。元境町 (鳥取県)町長。山陰の郷土史を研究。
- 井上赳 - 文部官僚、1930年代の国語読本である『小学国語読本』（サクラ読本）の編集の中心となった。
- 稲毛金七 - 「創造教育論」
- 今井恒郎 - 日本済美学校の創設者。
- 石川啄木 - 自称日本一の代用教員『林中日記』
- 上原種美 - 文部官僚、教育者、文部省督学官、同図書官、同事務官、実業学務局農業教育課長などを歴任。
- 上田庄三郎 - 教育評論雑誌『観念工場』創刊、教育労働運動
- 上田萬年 - 文部官僚、国語学者、言語学者。東京帝国大学名誉教授、國學院大學学長、神宮皇學館館長、貴族院議員。
- 江木千之 - 文部官僚、文部大臣。第二次小学校令を起草、文政審議会を設置。
- 奥田義人 - 明治時代から大正時代にかけての官僚・政治家・法学者。
- 岡田良平 - 文部官僚、文部大臣、京都帝国大学総長、東北帝国大学総長。臨時教育会議を設置。
- 乙竹岩造 - 『日本庶民教育史』
- 及川平治 - 「自動的教育論」分団的動的教育
- 小原國芳 - 「全人教育論」　玉川学園の創立者
- 小倉金之助 - 数学者『数学教育史』
- 加藤精三 - 文部官僚、旧鶴岡市第6代市長、衆議院議員（5期）、致道博物館顧問。
- 河原春作 - 大正時代から昭和時代にかけての文部官僚、教育者。
- 片上伸 - 「文芸教育論」
- 菊池大麓 - 文部官僚、明治時代から大正時代にかけての数学者、教育行政官。男爵、理学博士。 東京帝国大学（東京大学の前身）理科大学長・総長、文部次官・大臣、学習院長、京都帝国大学（京都大学の前身）総長など歴任
- 北沢種一 -「作業教育」　 東京女高師附属小
- 木下竹次 - 合科学習法『学習原論』
- 倉橋惣三 - 文部官僚、大正時代から昭和時代にかけての教育者。
- 河野清丸 - 「自動教育論」
- 後藤牧太 - 明治時代から昭和初期にかけて文部官僚、教育者。理科教育の先駆者で、「手工教育の開拓者」と呼ばれる。
- 小砂丘忠義 - 生活綴り方運動
- 小西重直 - 教育学者・滝川事件
- 小牧昌業 - 幕末から大正期の漢学者、文部官僚、内閣書記官長、官選県知事、貴族院議員、文学博士。
- 佐藤得二 - 文部官僚、仏教学者、作家。哲学研究者
- 阪本越郎 - 文部官僚、お茶の水女子大学教授。
- 澤柳政太郎 - 文部官僚、教育者、貴族院勅選議員。大正自由主義教育運動の中で中心的な役割を果たす
- 下山懋 - 綴り方教育の実践家
- 杉浦重剛 - 明治・大正時代の文部官僚、国粋主義的教育者・思想家・政治家。
- 椙山正弌 - 椙山女学園創設者で初代学長、理事長
- 鈴木三重吉 - 児童文化運動の父。児童雑誌「赤い鳥」主宰。
- 関屋龍吉 - 大正・昭和戦前期の文部官僚。文部省社会教育局長を務め、「社会教育育ての親」とも評される。「青い目の人形」による日米交流や、少年団・青年団の組織化などに足跡を残す。
- 千本福隆 - 明治時代から大正時代にかけての文部官僚、教育者。東京高等師範学校名誉教授。東京物理学講習所（後の東京物理学校、現在の東京理科大学）の創立者の一人である。
- 田中稲城 - 明治時代から大正時代にかけての文部官僚、図書館学者。 帝国図書館（国立国会図書館の前身）初代館長、日本文庫協会（日本図書館協会の前身）初代会長。「図書館の父」と称される。
- 田澤義鋪 - 政治家、教育者。青年団教育の父。
- 武部欽一 - 文部官僚、文部省参事官、教育者。
- 千葉命吉 - 「一切衝動皆満足論」
- 塚原政次 - 明治時代から昭和初期にかけての文部官僚、教育心理学者。文学博士
- 手塚岸衛 - 「自由教育論」　千葉県師範附属小
- 中川謙二郎 - 明治時代から大正時代にかけての日本の教育者、文部官僚。 共立女子職業学校（共立女子中学校・高等学校の前身）校長、仙台高等工業学校（東北大学工学部の前身の一つ）初代校長、東京女子高等師範学校（お茶の水女子大学の前身）校長を歴任した。
- 中村春二 - 成蹊学園の創設者。
- 乗杉嘉壽 - 明治から昭和期の文部官僚・教育者。日本に社会教育を体系的に紹介した人物
- 野口援太郎 - 和製ペスタロッチ、池袋児童の村小学校の創立者。
- 野尻精一 - 明治時代から大正時代にかけての文部官僚、教育者
- アニー・ライオン・ハウ - 幼稚園教育の先駆者。頌栄保姆伝習所、頌栄幼稚園を設立。
- 羽仁もと子 - 自由学園の創立者。
- 濱尾新 - 明治時代から大正時代にかけての教育行政官、文部省専門学務局長、元老院議官、東京帝国大学（東京大学の前身）総長、文部大臣、高等教育会議議長、東宮大夫など
- 樋口勘次郎 - 『統合主義新教授法』
- 樋口長市 - 「自学教育論」
- 廣池千九郎 - モラロジーの提唱者。モラロジー道徳教育財団の創立者。
- 福原鐐二郎 - 明治時代から大正時代にかけての文部官僚。文部次官、東北帝国大学総長、学習院長、帝国美術院（日本芸術院の前身）院長、貴族院議員を歴任した。
- 保篠龍緒 - 文部官僚、作家、翻訳家、『アサヒグラフ』編集長。など
- 真野文二 - 明治時代から昭和初期にかけての文部官僚、機械工学者。文部省実業学務局長、九州帝国大学（九州大学の前身）総長、貴族院議員、枢密顧問官を歴任した。
- 正木直彦 - 明治から昭和初期の文部官僚、美術行政家。東京美術学校（現東京藝術大学）の第五代校長を務めた。
- 牧口常三郎 - 創価教育学の提唱者
- 槙山栄次 - 明治時代から昭和初期にかけての文部官僚、教育者
- 森岡常蔵 - 明治時代から昭和初期にかけての文部官僚、教育学者
- 山本鼎 - 自由画教育運動「芸術自由教育」
- 湯原元一 - 明治時代から昭和初期にかけての日本の教育者、文部官僚。東京音楽学校（東京芸術大学音楽学部の前身）および東京女子高等師範学校（お茶の水女子大学の前身）校長、東京高等学校（東京大学教養学部の前身の一つ）初代校長を歴任した。
- 湯本武比古 - 明治時代から大正時代にかけての文部官僚、教育者。

### 昭和
- 阿部重孝 - 教育学者。教育改革同志会「教育制度改革案」立案を主導。
- 安達健二 - 文部官僚、無形文化課長、教科書課長、中等教育課長、人事課長、1967年文化局長など歴任
- 青木誠四郎 - 児童・教育心理学者。東京家政大学教授を経て、同学長
- 浅枝敏夫 - 職業教育学者、東京工業大学名誉教授、職業訓練大学校校長を歴任
- 天野貞祐 - 獨協大学の創設者。
- 有光次郎 - 文部官僚、教育者。
- 伊藤順康 - 教育心理学者で他専門は社会教育学、人間形成論。東京理科大学教授
- 井上正幸 - 文部官僚、前バングラデシュ特命全権大使。財団法人日本国際教育支援協会の理事長（常勤）。
- 井上赳 - 「サクラ読本」編集。
- 井内慶次郎 - 文部官僚、元文部事務次官。
- 磯貝正義 - 文部官僚、歴史学者。山梨大学名誉教授。山梨県立考古博物館初代館長、武田氏研究会会長、山梨県史編さん委員会委員長。
- 稲富栄次郎 - 教育学者（西洋教育史）、上智大学教授。
- 茨木清次郎 - 文部官僚、教育者。第四高等学校教授、文部省視学官
- 犬丸直 - 文部官僚、学術国際局審議官、管理局長、文化庁長官、国立劇場理事、東京国立近代美術館館長など
- 糸賀一雄 - 「福祉の思想」
- 入沢宗寿 - 教育学者。田島体験学校を指導。
- 板垣昭一 - 国語教育、主として読み方教育の実践家。
- 牛島義友 - 教育心理学者、九州大学名誉教授。
- 上田薫 (教育学者) - 文部官僚、教育学者。東京教育大学教授、立教大学教授、都留文科大学学長を務めた。「社会科の初志をつらぬく会」名誉会長。1
- 梅根悟 - 教育学者（西洋教育史）、日本教育学会会長。和光学園を創立。
- 梅津八三 - 教育心理学者、東京大学文学部名誉教授。
- 遠山敦子 - 文部官僚、財団法人新国立劇場運営財団顧問。
- 奥田靖雄 - 国語教育の理論的指導者、教育科学研究会・国語部会の指導者。
- 岡路市郎 - 教育心理学者・俳人。元・北海道教育大学学長。
- 恩田彰 - 教育心理学者、東洋大学名誉教授
- 大橋秀雄 - 専門の流体工学、流体機械、環境システム工学の他に工学教育、技術者教育。
- 大崎仁 - 文部官僚、筑波大学を作った学術行政の官僚。
- 大瀬甚太郎 - 教育学者（西洋教育史）、東京文理科大学学長。
- 長田新 - 教育学者（西洋教育史）、日本教育学会会長。ペスタロッチ研究。
- 加戸守行 - 文部官僚、元愛媛県知事（第14 - 16代）
- 加藤仁平 - 教育史学者、東京文理科大学教授、関東学院大学教授。江戸時代の教育思想が専門
- 河井芳文 - 教育心理学者「漢字の画と読字行動との関係に関する研究」で教育学博士。東京学芸大学教授を歴任
- 海後宗臣 - 教育学者（日本教育史）、日本教育学会会長。『教育勅語成立史の研究』。
- 梶田叡一 - 教育心理学者、兵庫教育大学名誉教授。
- 勝田守一 - 教育学者。「学習指導要領社会科編（試案）」作成、「国民の教育権」論を展開。
- 上岡国夫 - 教育心理学者。高崎経済大学教授
- 城戸幡太郎 - 教育学者・心理学者、国立教育研修所、北海道学芸大学学長。教育科学研究会を結成。
- 木村秀政 - 航空機研究者で航空工学教育。
- 木田宏 - 文部官僚、元文部事務次官。教育評論家。
- 久保田藤麿 - 文部官僚、参議院議員（1期）。衆議院議員（2期）。
- 倉橋惣三 - 幼児教育の父。
- 草原克豪 - 文部官僚、拓殖大学名誉教授で専門は新渡戸稲造研究、文教政策。日本高等教育学会所属。拓殖大学北海道短期大学学長・教授、拓殖大学外国語学部教授・副学長を歴任。
- 釘本久春 - 文部官僚、国語学者、国文学者。中央大学教授から文部省国語課長。戦時中は石黒修などとともに大東亜共栄圏への日本語普及政策に関わっていた。
- 近藤信司 - 文部官僚、公益財団法人「文教協会」代表理事。元独立行政法人国立科学博物館長、元国立教育政策研究所所長、元文化庁長官、元文部科学審議官（文教担当）。
- 古村えり子 - 北海道教育大教授、専門は社会教育学
- 国分一太郎 - 国語教育、作文教育（生活綴り方教育）の理論的指導者。
- 小西重直 - 元協と大学総長、技術者育成を目指して興亜工業大学（現千葉工業大学）の創設に関わる
- 小林澄兄 - 労作教育の紹介者。
- 肥田野直 - 教育心理学者、東京大学・大学入試センター名誉教授、学校法人旭出学園理事長。
- 佐々木義武 - 文部官僚、科学技術庁長官・通商産業大臣を歴任
- 佐藤正 (心理学者) - 教育心理学者、東京学芸大学教授。
- 佐藤禎一 - 文部官僚、元文部事務次官。NPO法人大学経営協会会長。学術国際局長、大臣官房長、文部事務次官を歴任。
- 斎藤喜博 - 島小校長『授業入門』
- 坂田東一 - 文部官僚、文部科学事務次官のほかウクライナ駐箚特命全権大使も務めた。
- 阪本一郎 - 教育心理学者、東京第一師範学校・東京学芸大学・日本女子大学・立正女子大学短大・文教大学女子短大部の教授を歴任。
- 沢田慶輔 - 教育心理学者、東京大学名誉教授
- 下村湖人 - 教育者、作家。
- 下中弥三郎 - 日本最初の教職員組合の創始者。
- 下程勇吉 - 教育人間学の提唱者。
- 篠原助市 - 教育学者（西洋教育史）。『理論的教育学』。
- 杉江清 - 文部官僚、文部省大学学術局長、国立科学博物館長、公立学校共済組合理事長などを歴任した。
- 清水安三 - 桜美林学園を創立。
- 清水勤二 - 工学教育。名古屋工業専門学校長・名古屋工業大学初代学長
- 清水潔 (文部官僚) - 文部官僚、弁護士。元文部科学事務次官。
- 清水誠 - 理科教育学、埼玉大学教授
- 品川不二郎 - 教育心理学者、東京学芸大学名誉教授。
- 皇至道 - 教育学者（教育行財政学）、広島大学学長。
- 清家正 - 工業教育学者
- 荘司雅子 - 教育学者。フレーベル研究。
- 玉井日出夫 - 文部官僚、文部科学審議官（文教担当）、文化庁長官を歴任。
- 高橋是清 - 開成学園を創立。
- 日高第四郎 - 文部官僚。文部官僚で教育評論家の木田宏は女婿。
- 辰見敏夫 - 教育心理学者、東京学芸大学名誉教授。厚生省の中央児童審議会家庭児童健全育成対策部会長。
- 辰野千寿 - 教育心理学者、筑波大学・上越教育大学名誉教授。
- 田宮輝夫 - 生活綴方、作文教育
- 田中耕太郎 - 文部官僚、法学者・法哲学者。東京帝国大学大学法学部長、日本学士院会員。日本法哲学会初代会長など
- 田中芳男 - 昭和時代の文部官僚
- 田中壽一 - 名城大学を創立。
- 武政太郎 - 教育心理学者、東京文理科大学教授
- 続有恒 - 教育心理学者、名古屋大学教育学部教授、「教育評価」で教育学博士。
- 土屋定之 - 科技・文科官僚。第22代ペルー共和国駐箚特命全権大使、第9代文部科学事務次官。元広島県公立大学法人理事長。
- 遠山啓 - 数学教育の推進者、「水道方式」を確立。
- 戸倉ハル - 学校ダンスの第一人者
- 富岡賢治 - 文部官僚、群馬県高崎市長（3期）。 国立教育研究所所長、日本国際教育協会理事長、群馬県立女子大学学長等を歴任した。
- 留岡幸助 - 北海道家庭学校を創立。
- 中島章夫 - 文部官僚、政治家。元衆議院議員、元参議院議員。国際教育交流馬場財団理事長。
- 中野佐三 - 教育心理学者。東京教育大学名誉教授、和洋女子大学教授。児童心理学、教育心理学。
- 長尾十三二 - 教育学者（西洋教育史）。ペスタロッチ研究。
- 内藤誉三郎 - 昭和期の政治家・文部官僚。文部大臣
- 西平直喜 - 教育心理学者、創価大学名誉教授。
- 野村正二郎 - 文部官僚、科学者、大学教授およびサッカー選手。
- 野村芳兵衛 - 池袋児童の村小学校の訓導
- 橋田邦彦 - 国民学校制度
- 原野広太郎 - 教育心理学者。
- 長谷川保 - 福祉
- 波多野完治 - 教育心理学者お茶の水女子大学名誉教授。
- 林大 - 文部官僚、国語学者。国立国語研究所所長、国語学会代表理事などを務めた。1950年代から1980年代までの日本の国語施策に関与した。
- 林竹二 - 教育学者（教育哲学）。ソクラテス的対話による教育。
- 林芳樹 - 東京大学教育学部在学時より、教育学と社会学の双方に関連が深い社会教育学を専門としている
- 東江康治 - 教育心理学者、名桜大学名誉学長。元琉球大学学長。
- 東上高志 - 同和教育の研究者。
- 藤懸静也 - 文部官僚、日本美術史学者、東京帝国大学教授。
- 幣原坦 - 文部官僚、東洋史学者、教育行政官。本職は朝鮮史を専攻する歴史家だが、戦前の統治行政・統治教育を推進した官僚、教育者としても知られている。
- 松井三雄 - 教育心理学者。体育研究所、東京文理科大学教授、東京大学名誉教授、日本大学教授、鶴川女子短期大学学長。
- 松本孝次郎 - 教育心理学者
- 松本生太 - 教育学者。鎌倉女子大学（京浜女子大学）、学校法人鎌倉女子大学を創立。
- 真板益夫 - 学校法人君津学園を創立。学園の理事長、設置各校の学長・校長・園長を務めた。
- 正木正 - 教育心理学者、東北大学教授、京都大学教育学部教授。依田新との共著『性格心理学』(1937)で知られた
- 前川喜平 - 元文部・文科官僚。文部科学省大臣官房総括審議官、文部科学省大臣官房長、文部科学省初等中等教育局長、文部科学審議官（文教担当）、文部科学事務次官などを歴任した。
- 宮原誠一 - 教育学者（社会教育学）。教育科学研究会再建運動。
- 宮崎典男 - 国語教育、教育科学研究会・国語部会の理論家、生活指導
- 三浦修吾 - 『学校教師論』の著者。
- 三好信浩 - 教育史学者
- 三木安正 - 教育心理学者、東京大学名誉教授。
- 水野敏雄 - 文部官僚、教育学研究者。島根大学第4代学長。
- 宗像誠也 - 教育学者（教育行政学）。「国民の教育権」の理論化に貢献。
- 村井実 - 教育学者、慶應義塾大学教授。『かにの本』。
- 無着成恭 - 生活綴方、『山びこ学校』、言語教育（『続・山びこ学校』）
- 森口泰孝 - 文部官僚、元文部科学事務次官、東京理科大学副学長。
- 森重敏 (心理学者) - 教育心理学者、東京都立大学名誉教授
- 森信三 - 『修身教授論』で知られる。
- 森楙 - 社会教育学者、広島大学名誉教授
- 山下俊郎 - 教育心理学者、東京都立大学名誉教授。
- 山下徳治 - プロレタリア教育運動
- 矢川徳光 - 教育学者。ソヴィエト教育学研究。
- 柳川覚治 - 文部官僚。文部省体育局長、管理局長、参議院議員（3期）等を歴任した。
- 剱木亨弘 - 文部官僚。参議院議員、文部大臣
- 藪内敬治郎 - 奈良大学（正強学園）を創立。
- 依田新 - 教育心理学者、児童学者
- 横湯園子 - 教育心理学者、臨床心理学・教育学者。元中央大学教授
- 吉田享二 - 建築研究者、工業教育者。
- 吉田熊次 - 教育学者、国民精神文化研究所研究部長。社会的教育学を紹介、国民道徳論を展開。
- 四方実一 - 教育心理学者「算数問題解決の教育心理学的研究」で文学博士。京都教育大学名誉教授。

### 障害児教育
- 熊谷実称 - 学制にのっとった盲学校開設。
- ヘンリー・フォールズ - スコットランド宣教師。盲唖院設立。
- 津田仙 - 盲唖院設立に協力。
- 前島密 - 慈善事業組織「楽善会」
- 小松彰 - 「楽善会」訓盲院を設立。
- 山尾庸三 - 「楽善会訓盲院」に協力。
- 遠山憲美 - 盲・ろう学校設立意見書。愛媛県士族。
- 古河太四郎 - 盲・ろう学校設立意見書。
- 槇村正直 - 京都府知事。盲唖院開校。
- 石井亮一 - 障害児施設。「孤女学院」
- 脇田良吉 - 「白川学園」
- 岩崎佐一 - 「桃花塾」
- 川田貞治郎 - 「藤倉学園」「日本心育園」
- 川本宇之介 - 文部官僚、大正時代から昭和時代にかけての日本の教育者。 東京市および文部省の職員を経て東京聾唖学校（筑波大学附属聴覚特別支援学校の前身）、東京盲学校（筑波大学附属視覚特別支援学校の前身）両校の教諭をつとめた
- 岡野豊四郎 - 「筑波学園」
- 島村保徳 - 「大阪教育治療院」
- 三田谷啓 - 医師。「三田谷治療教育院」
- 久保寺保久 - 「八幡学園」山下清を育てる。
- 児玉昌 - 「小金井学園」
- 田中正雄 - 「広島治療教育学園」（「六方学園」）
- 鈴木治太郎 - 知能検査を標準化。
- 高木憲次 - 肢体不自由児の教育の父（肢体不自由者の福祉の父）
- 石川倉次 - 日本訓盲点字をつくる。
- 小西信八 - 障害児教育の先覚者。交流教育。
- 石井筆子 - 障害児施設
- 鈴木彪平 - 盲導犬の普及活動。視覚障害者の教育。

## 現代の教育関係者（日本）

### 教育行政
- 有馬朗人 - 元文部大臣・元東大学長。
- 愛野興一郎 - 衆議院文教委員長などを歴任。
- 芦沢一明 - 結文教委員長などを歴任。
- 有田一壽 - 文教委員会委員歴任。
- 秋山長造 - 参議院文教委員長を歴任。
- 秋田大助 - 科学技術政務次官、衆議院文教委員会、同社会労働委員会、同外務委員会委員を歴任。
- 伊吹文明 - 衆議院文教委員長を務めた。
- 伊藤公介 - 文教委員長等を歴任。
- 伊佐進一 - 元科技・文科官僚。公明党所属の衆議院議員（4期）。財務大臣政務官を歴任した。
- 石井道子 - 参議院文教委員長を歴任。
- 石橋良三 - 広島県議会文教委員長を歴任。
- 石井郁子 - 議員、教育学者、日本共産党副委員長
- 稲葉修 - 衆議院文教委員長を歴任。
- 内田広之 - 文部・文科官僚。福島県いわき市長（1期）。文科省教育改革推進室長、福島大学理事兼事務局長、東日本国際大学地域振興戦略研究所長などを歴任した。
- 岡三郎 (参議院議員) - 参議院文教委員長を務めた
- 小野元之 - 文部官僚、関西大学客員教授。同志社大学客員教授。初代文部科学事務次官、独立行政法人日本学術振興会理事長を歴任。学校法人城西大学理事長代理、パナソニック教育財団理事長、学校経理研究会理事長を兼任。
- 小尾乕雄 - 学校群制度を実施
- 小川元 - 文教部会長、衆議院文教委員会委員歴任。
- 小野清子 - 参議院文教委員長歴任。元体操選手。
- 相馬助治 - 参議院文教委員長などを歴任。
- 大谷藤之助 - 参議院文教委員長を歴任した。
- 大坪保雄 - 衆議院文教委員長を歴任した。
- 大島慶久 - 参議院文教委員長を歴任した。
- 大島友治 - 参議院文教委員長を歴任。
- 扇千景 - 参議院文教委員長などを歴任。
- 金田稔久 - 総務文教委員長などを歴任。
- 河野正夫 - 参議院文教委員を歴任。
- 片岡文重 - 社会労働委員会理事、予算委員会理事、大蔵委員のほか文教委員などを務めた。
- 片山正英 - 参議院文教委員長を歴任。
- 神能精一 - 元国語教員。全国高等学校国語教育研究連合会事務局長
- 川村恒明 - 文部官僚、元文化庁長官。大臣官房審議官（教育助成局担当）、総務審議官、学術国際局長、文化庁長官、国立科学博物館館長、日本育英会理事長、神奈川県立外語短期大学学長など歴任
- 木曽功 - 文部官僚、千葉科学大学学長と学校法人加計学園理事。文部省初等中等教育局職業教育課課長など歴任
- 岸田文武 - 文教委員会委員歴任
- 黒岩重治 - 衆議院文教委員などを歴任。
- 久保猛夫 - 党政調会文教委員長などを務める。
- 久野忠治 - 衆議院文教委員長を歴任。
- 工藤巌 - 衆議院議員時代には文教委員長を務めた
- 輿石東 - 元小学校教員。衆議院文教委員会に所属を歴任。
- 佐々木恒司 - 治安文教委員会委員長を歴任。
- 佐藤観次郎 - 衆議院文教委員長
- 坂田道太 - 衆議院文教委員長などを歴任した。
- 坂本三十次 - 衆議院文教委員長を歴任。
- 斉藤進 - 生活文教委員長を歴任。
- 笹森順造 - 文教委員会会長、全日本学生剣道連盟会長などに就任。
- 下村博文 - 都議会厚生文教委員会委員長などを歴任。
- 渋谷桂司 - 市議会運営委員会、総務文教委員会、予算特別委員会など各委員長歴任
- 渋谷直蔵 - 衆院文教委員長を歴任。
- 清水嘉与子 - 労働政務次官・参議院文教委員長など
- 清沢俊英 - 参議院文教委員長を歴任。
- 菅川健二 - 国会では、参議院予算委員会委員のほか同文教委員会委員などを歴任。
- 菅波茂 - 環境、労働各政務次官のほか衆院文教委員長などを歴任した。
- 銭谷真美 - 文部官僚、第4代文部科学事務次官。東京国立博物館館長。
- 世耕政隆 - 参議院文教委員長を歴任。
- 床次徳二 - 文教委員長を歴任。
- 高橋一郎 (衆議院議員) - 衆議院文教委員長を歴任。
- 高見三郎 - 衆議院文教委員長を歴任。
- 高崎裕子 -  参議院文教委員を歴任。
- 田沢智治 - 参議院文教委員長を歴任。
- 田中正巳 - 衆議院文教委員長を歴任。
- 寺脇研 - 学校法人瓜生山学園京都芸術大学（旧京都造形芸術大学）教授、学校法人瓜生山学園理事。学校法人コリア国際学園理事。映画評論家。官僚時代にはゆとり教育の広報を担った、ゆとり教育推進者の一人。元文部官僚
- 寺沢計二 - 元文部科学官僚で工業教育・産学連携の分野で活動した。
- 冨岡勉 - 県議会で文教委員会委員長を務めるを歴任。
- 豊瀬禎一 - 社会党文教部会長、同国会対策委員、参議院文教委員会理事などを務めた
- 仲川幸男 - 参議院文教委員会委員長を歴任。
- 永井道雄 - 元文部大臣
- 西博義 - 衆議院文教委員長を歴任した。
- 二田孝治 - 文教委員長
- 二木謙吾 - 文教委員会委員長
- 野原覚 - 文部委員会、文教委員会などに所属した。
- 野口堅三郎 - 文教委員会委員などを歴任。
- 野本品吉 - 参議院文教委員会委員長を歴任。
- 登坂重次郎 - 衆院文教委員長等を歴任。
- 鳩山邦夫 - 元文部大臣
- 長谷川保 - 衆議院文教委員長を歴任。
- 板東久美子 - 文部官僚・文科官僚。文部科学審議官、消費者庁長官を歴任。公益社団法人セーブ・ザ・チルドレン・ジャパンの理事も務める。
- 林田英樹 - 文部省学術国際局長、東宮大夫を歴任。
- 降矢敬義 - 参議院文教委員長などを歴任。
- 藤尾正行 - 文教委員長及び日本経営管理協会会長、1976年から衆議院内閣委員長などを歴任。
- 保坂展人 - 議員、内申書裁判
- 堀内俊夫 - 参議院文教委員長に就任。
- 堀江正彦 - 外交官で日本式工学教育を行う日本マレーシア国際工科院（MJIIT）設立に尽力
- 松浦功 - 参議院文教委員長などを歴任。
- 町村信孝 - 元文部大臣
- 三ッ林弥太郎 - 衆議院文教委員長を歴任。
- 三浦朱門 - 元教育課程審議会会長
- 森口泰孝 - 元文部科学事務次官、科学技術広報財団理事長、日本工学教育協会会長
- 千葉千代世 - 文教委員、社会労働委員長を歴任した。
- 前原誠司 - 厚生労働、環境対策委員のほか文教委員を歴任。
- 山原健二郎 - 国会では主に文教委員会所属。
- 山崎竜男 - 参院文教委員長などを歴任。
- 山中伸一 - 文部科学官僚。学校法人角川ドワンゴ学園理事長。内閣審議官（教育再生会議担当室副室長）、スポーツ・青少年局長、文部科学事務次官を歴任。
- 柳澤伯夫 - 衆議院文教委員長
- 八田貞義 - 衆議院文教委員長を歴任した。
- 八木徹雄 - 衆議院文教委員長を歴任した。
- 安嶋弥 - 文部官僚、歌人、教育学者。文部省大臣官房長、初等中等教育局長、文化庁長官、など。
- 結城章夫 - 文部官僚、学校法人富澤学園理事長。文部科学事務次官も務め、事務次官退任後は山形大学の学長に就任
- 湯山勇 - 日本教職員政治連盟から。参議院文教委員長などを歴任。
- 葉梨信行 - 衆議院文教委員長
- 吉田信解 - 全国市長会社会文教委員会委員長を歴任。
- 和田宗春 - 都議会では、文教委員会副委員長
- 和田鶴一 - 農林委員長や文教委員長などを歴任。
- 渡瀬憲明 - 衆議院文教委員会理事を歴任。
- 渡辺省一 - 衆議院文教委員長を歴任。

### 学者および研究者

#### 教育学の主な研究者
- 東洋 (心理学者) - 教育心理学者
- 秋田喜代美 - 教育学者および心理学者（発達心理学）。
- 秋山和夫 (教育学者)
- 浅野誠 (教育学者)
- 安東茂樹 (教育学者)
- 天野郁夫 - 社会教育学者。
- 荒井克弘 - 社会教育学者。
- 相庭和彦 - 新潟大学教授。社会教育学者。
- 秋田喜代美 - 教育心理学者、東京大学名誉教授。専門は、発達心理学、教育心理学、保育学、学校教育学
- 安藤寿康 - 教育心理学者、慶應義塾大学教授
- 秋葉英則 - 教育心理学者、人格形成心理学が専門。大阪健康福祉短期大学元学長・大阪教育大学名誉教授
- 穐山貞登 - 教育心理学者、東京工業大学名誉教授
- 荒木紀幸 - 教育心理学者・道徳性発達心理学者、神戸親和女子大学・大学院教授、中国東北師範大学客員教授、兵庫教育大学名誉教授。博士（心理学）
- 池田岩太 - 幼児教育・造形保育。
- 池田進 (教育学者)
- 石井隆之 (教育者) - 英語教育学者。近畿大学経済学部総合経済政策学科教授。
- 板倉聖宣 - 理科教育、仮説実験授業の提唱者。
- 市川須美子 - 教育法学者。兼子仁の弟子。
- 伊藤健三 - 英語教育。
- 今井康雄 - 教育学者。ポストモダン論者。
- 岩永雅也 - 教育学者。
- 伊藤美奈子 (心理学者) - 教育心理学者、奈良女子大学生活環境学部教授・臨床心理相談センター長。
- 伊藤隆二 - 教育心理学者、横浜市立大学名誉教授
- 内田一成 - 教育学者および心理学者(臨床心理学)。上越教育大学名誉教授。
- 梅田修 (教育学者)
- 内田良 - 教育社会学者。
- 上田薫 (教育学者)
- 上田賢治 - 神道学者。
- 梅本堯夫 - 教育心理学者、京都大学名誉教授。著書に『音楽心理学』
- 植木理恵 - 教育心理学者、文部科学省特別研究員も務めたは
- 上野一彦 - 教育心理学者、東京学芸大学名誉教授。
- 内須川洸 - 教育心理学者、筑波大学名誉教授。吃音教育が専門。
- 内田一成 - 教育心理学者・臨床心理学者・教育学者。博士（心身障害学）。上越教育大学名誉教授。専門は、臨床心理学、学校心理学、福祉心理学、心理療法（応用行動分析、行動療法、認知行動療法）。
- 氏家達夫 - 教育心理学者、名古屋大学名誉教授。「親になるプロセス」で博士（教育学）
- 上原泉 - 教育心理学者・心理学者。お茶の水女子大学大学院人間文化創生科学研究科（人間発達科学専攻）准教授。博士（学術）。専門は、認知心理学、発達心理学、教育心理学。
- 浮谷秀一 - 教育心理学者、専攻領域は、教育心理学・ビジネス心理学。東京富士大学教授
- 臼井博 - 教育心理学者、専門は、発達心理学・教育心理学。北海道教育大学名誉教授、札幌学院大学元教授。
- 江森英世 - 数学教育。
- 遠藤浩 (教育学者)
- 遠藤知恵子 - 教育学博士　地域社会教育実践
- 遠藤利彦 - 教育心理学者、東京大学大学院教育学研究科総合教育科学専攻教育心理学コース教授
- 大田堯 - 教育学者、都留文科大学学長、日本教育学会会長。本郷地域教育計画を指導。
- 大塚豊 (教育学者)
- 大沼安史 - チャーター・スクールの紹介者。
- 奥田靖雄 - 日本語教育（国語教育）。
- 小野田正利 - 教育制度学・教育行政学者。
- 小川正人 (教育行政学者)
- 小川清彦 (教育学者)
- 小川太郎 (教育学者)
- 小田豊 (教育学者)
- 小野修 (教育心理学者)
- 大澤敏 - 金沢工業大学学長。生分解性プラスチック、環境調和材料、医用材料、高分子化学のほか工学教育を専門。
- 太田信夫 - 教育心理学者、専攻は、認知心理学・教育心理学。筑波大学名誉教授。元東京福祉大学学長。元日本認知心理学会理事長
- 小塩真司 - 教育心理学者、早稲田大学文学学術院教授。
- 小野修 (教育心理学者) - 教育心理学者。臨床心理士。元徳島文理大学教授
- 織田揮準 - 教育心理学者・教育学者。三重大学名誉教授。専門は、教育心理学、教育評価のほかに教育工学。
- 大野木裕明 - 教育心理学者、福井大学名誉教授・仁愛大学教授。専攻は教育心理学、パーソナリティ心理学
- 大久保智生 - 教育心理学者、香川大学准教授。専門は教育心理学、社会心理学、犯罪心理学。
- 小野修 (教育心理学者) - 元徳島文理大学教授
- 苅谷剛彦 - 教育社会学者。学力低下についての研究で有名。
- 川勝泰介 - 教育学者。児童文化学。
- 川勝博 - 理科教育、物理教育。
- 貝塚茂樹 (教育学者)
- 角田豊 (心理学者)
- 風間効 - 工業教育学者
- 勝田守一 - 専門は社会教育学で「東大教育の3M（スリー・エム）」と称された。
- 唐沢富太郎 - 『日本教育史』教職教養シリーズ 『中世初期仏教教育思想の研究』など著
- 角替弘志 - 社会教育学者。静岡大学名誉教授。
- 河合伊六 - 教育心理学者・臨床心理学者。学校心理士。
- 春日井敏之 - 教育心理学者、立命館大学教授、専門は臨床教育学、教育相談論。
- 角田豊 (心理学者) - 教育心理学者、京都産業大学・京都教育大学教授
- 加藤隆勝 - 教育心理学者、筑波大学名誉教授
- 柏女霊峰 - 教育心理学・児童福祉学者、浄土真宗僧侶、淑徳大学教授。臨床心理士
- 梶田正巳 - 教育心理学者、名古屋大学名誉教授
- 金子智栄子 - 教育心理学者で保育心理学・教育心理学、臨床心理士。保育者養成におけるマイクロティーチングの第一人者
- 木村浩 (教育学者)
- 木村拓也 (教育学者)
- 岸信行 (教育学者)
- 北尾倫彦 - 教育心理学者、大阪教育大学名誉教授。
- 岸俊彦 - 教育心理学者、明星大学名誉教授。
- 黒上晴夫 - 教育学者（教育工学）
- 蔵本憲昭 (教育学者)
- 隈部直光 - 英語教育。
- 桑原知子 - 教育心理学者・臨床心理学者。教育学博士。京都大学名誉教授
- 小出進 (教育学者)
- 小林雅之 (教育学者)
- 小林陽子 (家庭科学者)
- 近藤孝弘 - 歴史教育。
- 近藤直子 (教育学者)
- 駒込武 - 教育学者。京都大学大学院教育学研究科准教授。
- 小林一也 - 工業教育史学者
- 子安増生 - 教育心理学者、京都大学名誉教授。甲南大学文学部特任教授。専門は教育認知心理学。
- 近藤邦夫 - 教育心理学者、東京大学名誉教授。
- 小嶋秀夫 - 教育心理学者で専攻は発達心理学・家族関係研究。
- 小泉令三 - 教育心理学者・教育学者。福岡教育大学教授。教育心理学・学校心理学・生徒指導を専門としている
- 近藤直子 (教育学者) - 教育心理学者、日本福祉大学教授。
- 斎藤正二 - 教育文化史。
- 斎藤孝 - 日本語教育
- 齋藤孝 (教育学者)
- 酒井ツギ子 - 教育学者。元国立教育研究所客員研究員。
- 坂元昂 - 教育学者（教育工学）。
- 佐藤晴雄 - 生涯学習論、社会教育学、学社連携論、青少年教育論。
- 佐藤学 - 教育学者。「学びの共同体」論を展開。
- 佐々木秀一 (1874年生の教育学者)
- 佐藤学 (教育学者)
- 佐藤泰正 (教育学者)
- 佐藤哲也 (教育学者)
- 坂本秀夫 (教育評論家)
- 左巻健男 - 理科教育。
- 沢井実 - 工業教育史学者
- 佐藤晴雄 - 教育学者で専門は教育経営学、教育行政学、社会教育学、青少年教育論、家庭教育
- 佐藤一子 - 専門は社会教育学・生涯学習論。読売教育賞審査委員。
- 佐藤泰正 (教育学者) - 教育心理学者、筑波大学名誉教授。障害児教育が専門だが、速読術、野球などに関する一般書も多く著した。
- 三宮真智子 - 教育心理学者・教育学者。鳴門教育大学・兵庫教育大学大学院・大阪大学人間科学研究科教授。専門は認知心理学・教育心理学ほか教育工学も
- 志村洋子 (教育学者)
- 清水誠 - 理科教育。
- 清水一彦 (教育学者)
- 清水和夫 (教育者)
- 庄司和晃 - 理科教育、宗教教育。
- 白石裕 (教育学者)
- 佐藤史人 - 職業教育研究者
- 新堀通也 - 『現代教育ハンドブック』現代教育学シリーズ や『社会教育学』現代教育学シリーズ『日本の教育』を編著
- 神保信一 - 教育心理学者、明治学院大学名誉教授。
- 鹿毛雅治 - 教育心理学者、慶應義塾大学教授。「内発的動機づけに及ぼす教育評価の効果」で教育学博士
- 鹿内信善 - 教育心理学者、北海道教育大学札幌校教授。
- 塩見邦雄 - 教育心理学者、兵庫教育大学名誉教授。「人格構造の二元性についての実験的研究」で教育学博士。
- 杉浦宏 (教育学者)
- 末冨芳 - 教育行政学、教育財政学。
- 末延岑生 - 英語教育学者
- 鈴木英一 (教育学者)
- 鈴木慶子 (教育学者)
- 鈴木清 (教育学者)
- 鈴木敏正 - 北海道大学名誉教授。専門は社会教育学・環境教育論だが農業経済学や、農民教育論なども手掛けていた
- 杉原一昭 - 教育心理学者
- 高橋智 - 特別ニーズ教育
- 高橋史朗 - 臨床教育学者。新しい歴史教科書をつくる会の元役員。
- 高橋勝 (教育学者)
- 高橋誠 (教育学者)
- 高橋智 (教育学者)
- 高橋哲夫 (教育学者)
- 高橋陽一 (教育学者)
- 滝川洋二 - 理科教育。
- 竹内常一 - 教育学者。生活指導論の研究。
- 竹内洋 - 教育社会学者。
- 田中耕治 - 教育学者
- 田中孝彦 - 臨床教育学者。教育科学研究会代表。
- 田崎悦子 (教育学者)
- 田村学 (教育学者)
- 田中治彦 (教育学者)
- 田中正雄 (教育者)
- 田中博之 (教育学者)
- 高橋敏 (歴史学者) - 群馬大学教育学部教授、国立歴史民俗博物館教授、総合研究大学院大学名誉教授。江戸時代の教育史が専門。
- 武田邦彦 - 高知工科大学客員教授で日本工学教育協会特別教育士
- 田丸謙二 - 化学工業教育者
- 谷和明 - 専門は社会教育学、社会文化論。 東京外国語大学名誉教授。
- 平良研一 - 社会教育学者。おきなわ社会教育研究会会長、沖縄教育問題研究会代表で教育における「沖縄問題」に強い関心を抱く。
- 田中寛一 - 教育心理学者、東京文理科大学名誉教授。日本の心理測定の先駆者。「田中ビネー知能検査」「田中B式知能検査」をはじめ、多くの心理検査を考案した。
- 滝沢武久 - 教育心理学者、電気通信大学名誉教授。
- 高野清純 - 教育心理学者・僧侶。筑波大学名誉教授。専門は児童心理学。
- 玉井収介 - 教育心理学者、特殊教育学者。帝京大学文学部教授。国立特殊教育総合研究所名誉所員。特殊教育功労者。
- 髙橋靖恵 - 教育心理学者、臨床心理士。京都大学大学院教育学研究科臨床心理学講座教授、日本ロールシャッハ学会会長
- 高嶋健一 - 教育心理学者・教育学者、歌人。静岡県立大学名誉教授。
- 高橋雅延 - 認知心理学、実験心理学を専門とする教育心理学者。博士（教育学）。京都橘大学助教授、聖心女子大学教授を歴任。記憶の研究にも取り組んでいる
- 田中敏隆 - 発達・教育心理学者。大阪教育大学・神戸女子大学名誉教授。
- 恒吉僚子 - 比較教育学者
- 寺澤孝文 - 教育心理学者、教育者、博士（心理学）。岡山大学教授、兵庫教育大学大学院連合学校教育学研究科副研究科長などを務める。教育ビッグデータ研究とその社会実装の第一人者。 専攻は心理学（特に教育心理学、実験心理学、認知心理学、教育工学、人工知能など）。
- 所澤保孝 - 教育学者（国際理解教育）
- 苫野一徳 - 教育学者（教育哲学）
- 中田基昭 - 教育学者（教育哲学）
- 中原淳 - 教育学者（教育工学）
- 中室牧子 - 経済教育学者。
- 奈須正裕 - 教育学者（学校教育学、教育方法学、教育心理学、カリキュラム論）
- 浪本勝年 - 教育学者（教育法学）
- 中雄勇人 - 体育学・運動学者。群馬大学准教授
- 中内敏夫 - 教育学、元教育史学会理事
- 中村和夫 (心理学者) - 教育心理学者、京都橘大学教授。
- 西川純 - 教育学者（臨床教科教育学）。『学び合い』提唱者。
- 西川信廣 (教育学者)
- 西林克彦 - 教育心理学者、東北福祉大学総合福祉学部社会福祉学科教授
- 西野泰広 - 教育心理学者。国士舘大学名誉教授で専門は、発達心理学・教育心理学・スポーツ心理学・体育学。学生時代はラグビー選手として活躍した
- 根本橘夫 - 教育心理学者、東京家政学院大学名誉教授。教育心理学および性格心理学が専門
- 野口芳宏 - 日本語教育
- 早川由紀夫 - 教育学者および火山学者。
- 羽織愛 - 子供英語教育。若林俊輔の弟子。
- 波多野誼余夫 - 教育心理学者、専攻は認知心理学・教育心理学。教育学博士。獨協大学教授、慶應義塾大学文学部教授を歴任。
- 速水敏彦 - 教育心理学者、教育学博士。中部大学人文学部心理学科特任教授
- 林邦雄 - 教育心理学者、障害児教育者。静岡大学教育学部教授、目白大学人文学部教授を歴任
- 浜谷直人 - 教育心理学者、首都大学東京教授を歴任。
- 橋本創一 - 教育心理学者・教育学者、東京学芸大学教授。専門は教育心理学、臨床心理学、教育臨床学、障害児心理学
- 樋口直宏 -　教育学者（教育方法学）。テーマは批判的思考。
- 平井信義 - 教育学者
- 平松隆円 - 教育学者
- 平野一郎 (教育学者)
- 広田照幸 - 教育社会学者、日本教育学会会長。
- 福永英雄 - 社会学者。著書に『生涯研究、教育、社会』。
- 藤田健治 - 哲学的人間学
- 藤田英典 - 社会教育学者
- 久田信行 - 教育心理学者（障害児心理学）、群馬大学名誉教授
- 藤岡貞彦 - 社会教育学、湘南学園学園長
- 藤岡貞彦 - 専門は社会教育学、公害教育論、環境教育論。一橋大学名誉教授
- 福沢周亮 - 教育心理学者、筑波大学名誉教授
- 藤田主一 - 教育心理学者、日本体育大学名誉教授。専攻領域は、教育心理学・臨床心理学
- 藤江康彦 - 教育心理学者・教育学者。東京大学大学院教育学研究科教授。
- 古川勇二 - 東京都立大学 (1949-2011)工学部長、都市研究所長、東京農工大学技術経営研究科長などを歴任。工学教育、都市科学教育、技術経営教育など
- 堀尾輝久 - 教育学者。国民の教育権論を展開。
- 本田由紀 - 社会教育学者。若者の労働・就労についての研究。
- 堀田あけみ - 教育心理学者、作家、椙山女学園大学国際コミュニケーション学部教授。
- 保坂亨 - 教育心理学者、千葉大学教授。
- 政木恵美子 - 教育学者、干潟研究者。
- 松本茂 - コミュニケーション教育学。
- 松田武雄 (教育学者)
- 松本仁志 (教育学者)
- 松平信久 (教育学者) - 教育心理学者。専門分野は教育心理学、教授学、児童文化論、教師教育論。学校法人立教学院学院長、立教大学名誉教授。
- 松田文子 - 教育心理学者、福山大学顧問・人間文化学部心理学科元教授。広島大学名誉教授
- 松永あけみ - 教育心理学者・教育学者、明治学院大学教授。専門は教育心理学、発達心理学。博士（教育学）
- 松本勉 - 横浜国立大学理工学部「情報工学教育プログラム」代表。
- 水越敏行 - 教育学者（教育工学）
- 三浦正 (教育学者)
- 宮原誠一 - 専門は社会教育学で「東大教育の3M（スリー・エム）」と称された。
- 三樹青生 - 帝京大学文学部教授。大学では社会教育学を指導。英米文学翻訳家としても
- 南里悦史 - 九州大学教育学部社会教育学講座同人間環境学研究院教授など
- 南風原朝和 - 教育心理学者。東京大学名誉教授。広尾学園中学校・高等学校校長。
- 宮本茂雄 - 教育心理学者、千葉大学名誉教授、国立科学警察研究所にて少年非行の研究にも従事。
- 三宅幹子 - 教育心理学者、福山大学人間文化学部心理学科准教授。
- 村山英雄 - 教育学者、教育制度論。
- 村田昇 (教育学者)
- 宗像誠也 - 専門は社会教育学で「東大教育の3M（スリー・エム）」と称された。
- 村本邦子 - 教育心理学者、立命館大学教授。
- 室橋春光 - 教育心理学者、教育学博士（北海道大学）
- 森一夫 - 教育学者。理科教育や教育方法学の研究。
- 森部英生 - 教育裁判、教育法、教育紛争、教育学、基礎法学についての講義を開いている
- 茂木俊彦 - 教育心理学者で障害児教育が専門。桜美林大学大学院心理学研究科特任教授。東京都立大学第11代総長。
- 森重敏 (心理学者) - 教育心理学者
- 森重敏 (国語学者) - 国語学者
- 森永康子 - 教育心理学者、広島大学教授
- 森田美弥子 - 教育心理学者、臨床心理士。名古屋大学名誉教授。元日本ロールシャッハ学会会長。
- 山﨑高哉 - 教育学者。
- 山本哲士 - 教育学者、政治学者。イリイチに学び、日本で非学校化の教育理論を本格的に研究・展開。
- 山岡健 (教育学者)
- 山下武 (教育学者)
- 山口薫 (教育学者)
- 山田哲也 (社会学者)
- 山本実 (教育学者)
- 安井俊夫 (教育学者)
- 山口和孝 - 教育学者。公教育と宗教の研究。
- 山田正行 - 「平和教育の思想と実践 宮原社会教育学の意義と継承」で博士（教育学）。
- 八鍬友広 - 東北大学大学院教育学研究科や新潟大学人文社会・教育学系教授を歴任。
- 山口陽弘 - 心理学者・教育学者、群馬大学教育学部教育心理学講座准教授。専門は教育心理学。
- 山岸明子 - 教育心理学者、元順天堂大学教授。「道徳性の発達に関する実証的・理論的研究」で教育学博士。
- 譲西賢 - 教育心理学者、真宗大谷派僧侶（慶円寺住職）、岐阜聖徳学園大学教授。臨床心理士・学校心理士。
- 弓野憲一 - 教育心理学者、静岡大学名誉教授。専攻は教育心理学、創造心理学
- 横須賀薫 - 教育学者。教員養成や授業の研究。
- 横瀬和治 - 英語学者、暁国際学園副校長。
- 芳沢光雄 - 数学者、数学教育の研究者。
- 葉養正明 - 教育学者。
- 横尾壮英 - 教育学者、広島大学名誉教授、国立教育研究所名誉所員。西洋教育史。
- 吉田敦彦 (教育学者)
- 米村健司 - 教育学者、早稲田大学教授。
- 横島章 - 教育心理学者。宇都宮大学名誉教授。
- 吉崎静夫 - 教育心理学者、日本女子大学教授。学術博士。
- 吉田辰雄 - 教育心理学者。東洋大学名誉教授
- 若林俊輔 - 英語教育。
- 若井彌一 - 教育学者、上越教育大学名誉教授。
- 和田修二 - 教育人間学。
- 渡部昭男 - 教育行政学者。
- 渡辺藤一 (英語教育学者)
- 渡邊光雄 - 教育学者。
- 渡辺三枝子 - 教育心理学者、筑波大学名誉教授。専門はカウンセリング心理学、職業心理学

### 教育学以外の研究者
- 有倉遼吉 - 教育法学者。
- 赤林英夫 - 専門は応用ミクロ経済学、家族の経済学、教育経済学
- 朝倉景樹 - 教育社会学者。
- 麻生誠 - 教育社会学者。
- 天野郁夫 - 教育社会学者。
- 有本章 - 教育社会学者。
- 青木栄一 (教育行政学者)
- 荒井一博 - 経済学者。教育問題を経済学的に分析して言及。
- 赤堀侃司 - 教育工学者。
- 新井郁男 - 教育工学者。
- 板倉聖宣 - 科学史学者で科学教育を研究。
- 五十嵐義三 - 教育法学者。
- 市川須美子 - 教育法学者。
- 伊藤公一 (法学者) - 教育法学者。
- 伊藤進 (法学者) - 教育法学者。
- 伊津野朋弘 - 教育行政学者
- 稲田正次 - 教育法学者。
- 石戸教嗣 - 教育社会学者。
- 稲垣恭子 - 教育社会学者。
- 今津孝次郎 - 教育社会学者。
- 岩内亮一 - 教育社会学者。
- 石川巧 - 国文学者。国語の入試問題について言及。
- 石原千秋 - 国文学者。国語の入試問題について言及。
- 飯島敏文 - 教育工学者。
- 飯吉透 - 教育工学者。
- 家本修 - 教育工学者。
- 生田茂 - 教育工学者。
- 石島辰太郎 - 教育工学者。
- 市川衛 (映像作家) - 教育工学者。映像作家
- 稲葉竹俊 - 教育工学者。
- 井上明 (教育工学者)
- 岩崎信 - 教育工学者。
- 石川千温 - 教育工学者
- 内野正幸 - 教育法学者。
- 内田良 - 教育社会学者。
- 潮木守一 - 教育社会学者。
- 上原貞雄 - 教育行政学者。
- 上野健爾 - 数学者。学力低下問題（特に数学）について言及。
- 上野千鶴子 - 社会学者、フェミニスト。女性学やジェンダー論について言及。
- 植野真臣 - 統計学者。専門は数理情報学、統計科学のほか教育工学も。
- 大内裕和 - 教育社会学者。
- 尾澤勇 - 工芸家で美術科教育学者。
- 大田直子 - 教育行政学者。
- 奥田真丈 - 教育行政学者。元文部官僚。
- 大野晋 - 国語学者。国語教育に尽力。
- 大多喜重明 - 教育工学者。
- 大竹公一郎 - 教育工学者。
- 大沼直紀 - 教育工学者。
- 大橋秀雄 - 教育工学者。
- 緒方広明 - 教育工学者。
- 岡本敏雄 - 教育工学者。
- 尾澤重知 - 教育工学者。
- 織田揮準 - 教育工学者。
- 小山田了三 - 教育工学者。
- 岡部恒治 - 数学者。学力低下問題（特に数学）について言及。
- 大須賀美恵子 - ロボット工学教育学者
- 兼子仁 - 教育法学者。
- 神野真吾 - 美術教育の研究者
- 影山昇 - 東京水産大学教授。水産教育史研究で学位。
- 鎌田浩毅 - 地球科学者で専門は火山学、地球変動学のほか、科学教育も。
- 上久保達夫 - 教育社会学者。
- 亀山佳明 - 教育社会学者。
- 苅谷剛彦 - 教育社会学者。
- 河野銀子 - 教育社会学者。
- 神田修 - 教育行政学者
- 加納寛子 - 教育工学者。
- 川勝邦夫 - 教育工学者。
- 川田隆雄 - 教育工学者。
- 菊池幸子 - 教育社会学者。
- 黒崎勲 - 教育行政学者。
- 桑崎剛 - 教育工学者。
- グレゴリー・クラーク - 政治学者。国際教養大学副学長、元多摩大学長。外国語教育に尽力。
- 紅野謙介 - 国文学者。国語教育、大学入試について言及。
- 毛見虎雄 - 建築研究者で工学教育学者。元足利工業大学教授。工学博士。
- 小松光一 - 農学者、農業教育者
- 小内透 - 教育社会学・社会学。北海道大学教授
- 古賀正義 - 教育社会学者。
- 小杉礼子 - 教育社会学者。
- 近藤大生 - 教育社会学者。
- 河野重男 - 教育社会学者・教育行政学者。
- 河野和清 - 教育行政学者
- 後藤忠彦 - 教育工学者。
- 小林一也 - 教育工学者。
- 蔡東生 - 教育工学者。
- 佐原理 - 映像・デザインにかかわる美術教育研究者
- 佐藤寛次 - 農学者、農業教育者。専攻は農業経済学。
- 佐々木徹郎 - 教育社会学者。
- 澤田康幸 - 経済学者。専門は開発経済学 ・ 教育経済学
- 坂元昂 - 教育工学者。
- 佐藤一郎 (工学者) - 教育工学者。
- 澤武一 - 教育工学者。
- 三宮真智子 - 教育工学者。
- 佐伯胖 - 認知心理学者。「学び」に関する姿勢について言及。
- 清水正男 - 教育工学者。
- 清水康敬 - 教育工学者。
- 柴野昌山 - 教育社会学者。
- 澁谷知美 - 教育社会学者。
- 清水義弘 - 教育社会学者。
- 陣内靖彦 - 教育社会学者。
- 新堀通也 - 教育社会学者。
- 四手井綱英 - 森林生態学者。林業教育。
- 菅原良 - 教育工学者。
- 鈴木克明 - 教育工学者。
- 鈴木直義 (情報学者) - 教育工学者。情報学者
- 鈴木美加 - 教育工学者。
- 住田正樹 - 教育社会学者。
- 鈴木善次 - 生物学者、科学史家で専門は科学史、科学教育。
- 須藤貢明 - 教育工学者。
- 関啓子 - 教育社会学者。
- 曽我聡起 - 教育工学者。
- 荘島宏二郎 - 教育工学者。
- 多賀太 - 教育社会学者。
- 多田信作 - 日本を代表する美術教育研究者｡
- 高旗正人 - 教育社会学者。
- 高柳信一 - 教育法学者。
- 竹内洋 - 教育社会学者。
- 立田慶裕 - 教育社会学者。
- 田中理絵 - 教育社会学者。
- 谷敷正光 - 経済学者。専門は教育経済学。
- 舘昭 - 教育行政学者
- 高林茂樹 - 教育工学者。
- 竹内理 - 教育工学者。
- 竹蓋幸生 - 教育工学者。
- 竹本宜弘 - 教育工学者。
- 竹谷靱負 - 教育工学者。
- 谷口るり子 - 教育工学者。
- 高西淳夫 - ロボット工学教育学者
- 千葉卓 - 教育法学者。
- 筒井美紀 - 教育社会学者。
- 恒吉僚子 - 教育社会学者。
- 坪井健 - 教育社会学者。
- 土屋基規 - 教育行政学者
- 土井隆義 - 社会学者。いじめ・管理教育について言及。
- 塚本哲人 - 東北大学名誉教授。社会学者。専門は、農村社会学、社会教育学で戦後の日本農村社会学を福武直らとともに基礎づけた。
- 寺沢拓敬 - 教育社会学者。
- 戸波江二 - 教育法学者。
- 時枝誠記 - 国語学者。言語教育に基づく国語教育の振興に尽力。
- 永井憲一 - 教育法学者。
- 成嶋隆 - 教育法学者。
- 成田悠輔 - 労働経済学、教育経済学
- 中室牧子 - 経済学者、専門は教育経済学。
- 永井道雄 - 教育社会学者。
- 中嶋明勲 - 教育社会学者。
- 中村高康 - 教育社会学者。
- 中谷彪 - 教育行政学者。
- 中留武昭 - 教育行政学者
- 内藤朝雄 - 社会学者。いじめ問題および管理教育問題について言及。
- 長友恒人 - 教育工学者。
- 西原明法 - 教育工学者。
- 丹羽次郎 - 教育工学者。
- 西尾幹二 - ドイツ文学研究者。新しい歴史教科書をつくる会。
- 西村和雄 - 経済学者。学力低下問題（特に数学）について言及。
- 沼野一男 - 教育工学者。
- 橋本鉱市 - 教育社会学者。
- 橋本勝 (社会学者) - 教育社会学者。
- 馬場四郎 - 教育社会学者。
- 浜田陽太郎 - 教育社会学者。
- 濱中淳子 - 教育社会学者。
- 半澤洵 - 農学者・教育者
- 原田彰 - 教育社会学者。
- 葉養正明 - 教育行政学者
- 早田幸政 - 教育行政学者
- 原田昭 - 教育工学者
- 久冨善之 - 教育社会学者、日本教育学会理事
- 平原春好 - 教育法学者。
- 平尾元彦 - 研究者。専門は、経済政策・地域経済・キャリア教育。
- 平川景子 - 社会学者で専門は、社会教育学、ジェンダー論。
- 広田照幸 - 教育社会学者。
- 菱村幸彦 - 教育行政学者、教育評論家。 元文部官僚
- 樋口直宏 - 教育工学者。
- 福永安祥 - 教育社会学者。
- 藤田秀雄 - 教育社会学者。
- 藤田英典 - 教育社会学者。
- 古瀬卓男 - 教育法学者。
- 福田真規夫 - 教育工学者。
- 藤本かおる - 教育工学者。
- 古田貴久 - 教育工学者。
- 星野安三郎 - 教育法学者。
- 堀尾輝久 - 教育法学者。
- 細谷俊夫 - 産業技術教育を研究、日本産業教育学会理事長。
- 本田由紀 - 教育社会学者。
- 保崎則雄 - 教育工学者。
- 堀田龍也 - 教育工学者。
- 舞田敏彦 - 教育社会学者。
- 増山均 - 社会福祉学者。前早稲田大学教授。専門は社会福祉学、社会教育学、児童文化論。児童福祉論研究の第一人者
- 松原治郎 - 教育社会学者。
- 丸山浩司 - 版画家（木版画）で美術教育研究者。
- 牧昌見 - 学校経営学・教育行政学者。
- 松居辰則 - 教育工学者。
- 萬代悟 - 教育工学者。
- ましこ・ひでのり - 社会学者。国語・日本史の問題について言及。
- 増子勝 （あがさクリスマス）- 古典・古文研究者。日本初の源氏物語訳対、平家物語訳対の研究（日本初の古文読解法）について言及。
- 真鍋龍太郎 - アメリカ合衆国の大学における技術教育・工学教育に関する研究家
- 宮脇理 - 美術教育研究者。
- 嶺井正也 - 教育政策・教育行政学者
- 宮台真司 - 社会学者。現代の若者についての研究をもとに教育にも言及。
- 三尾忠男 - 教育工学者。
- 三田純義 - 教育工学者。
- 村上雅人 - 材料化学者のほか工学教育も
- 森楙 - 教育社会学者。
- 森山沾一 - 教育社会学者。
- 持田栄一 - 教育行政学者
- 望月俊男 - 教育工学者。
- 守啓祐 - 教育工学者。
- 森田裕介 - 教育工学者。
- 矢口新 - 教育工学者。
- 矢野米雄 - 教育工学者。
- 矢吹太朗 - 教育工学者。
- 山田圭一 (写真家) - 教育工学者。写真家
- 矢口新 - 学校教育、産業教育の現場で、学習プログラム、構案教材、訓練シミュレータの開発とその教育実践を指導。
- 山崎真秀 - 教育法学者。
- 山崎博敏 - 教育社会学者。
- 山田正行 - 教育社会学者。
- 山内乾史 - 教育社会学者。
- 山村賢明 - 教育社会学者。
- 山本誠 (工学者) - 機械工学者。元東京理科大学副学長・教育開発センター長。
- 結城忠 - 教育行政学者
- 吉田あつし - 経済学者。専門は医療経済学、教育経済学。
- 横田淳子 - 教育工学者。
- 由水伸 - 教育工学者。
- 吉岡たすく - 児童文化研究家。幼児教育と童話について言及。
- 林俊成 - 教育工学者。
- 渡辺茂 (システム工学者) - 教育工学者。システム工学者
- 渡部信一 - 教育工学者。
- 渡邊洋子 - 教育社会学者。
- 渡部光 - 教育社会学者。
- 若井彌一 - 教育行政学者
- 渡部昭男 - 特殊教育・教育行政学者

### 教育評論家・ジャーナリスト
- 阿部進 - 教育評論家、子ども電話相談
- 新井恒易 - 教育評論家
- 安河内哲也 - 教育評論家
- 伊ケ崎暁生 - 教育評論家
- 伊沢甲子麿 - 教育評論家
- 伊藤竹三 - 教育評論家
- 為藤五郎 - 教育評論家
- 宇野一 - 教育評論家
- 漆原智良 - 教育評論家
- 栄陽子 - 教育評論家
- 遠藤豊吉 - 教育評論家
- 岡田怡川 - 教育評論家
- 小野源蔵 - 教育評論家
- おおたとしまさ - 教育評論家、教育ジャーナリスト
- 河西善治 - 教育評論家
- 皆吉淳延 - 教育評論家
- 外山恒一 - 異端的な反管理教育運動家
- 丸木政臣 - 教育評論家
- 岸井成格 - 教育ジャーナリスト
- 喜多徹人 - 教育評論家
- 吉岡たすく - 教育評論家
- 吉岡忍 - 教育ジャーナリスト
- 吉岡良明 - 教育評論家、東京都職員
- 久保田カヨ子 - 教育評論家
- 宮下恭子 - 教育評論家
- 宮下正美 - 教育評論家
- 宮武正明 - 教育評論家
- 玉井義臣 - 教育評論家
- 金沢嘉市 - 教育評論家
- 熊谷一乗 - 教育評論家
- 桑田昭三 - 教育評論家
- 原田隆史 - カリスマ体育教師　態度教育
- 古川のぼる - 教育評論家
- 戸田唯巳 - 教育評論家
- 五十嵐良雄 - 教育評論家
- 香川茂 - 教育評論家
- 高橋幸子 - 教育評論家
- 高橋秀樹 - 教育評論家
- 高橋敷 - 教育評論家
- 高木幹夫 - 日能研社長
- 高柳美知子 - 教育評論家
- 今村武俊 - 教育評論家
- 佐々木由喜子 - 教育評論家
- 佐藤忠志 - 教育評論家
- 佐藤忠男 - 教育評論家
- 佐藤亮子 - 教育評論家
- 斎藤貴男 - ジャーナリスト
- 斎藤次郎 (教育評論家)
- 斎藤兆史 - 教育評論家
- 坂東義教 - 教育評論家
- 坂本光男 - 教育評論家
- 坂本秀夫 (教育評論家)
- 坂本泰造 - 教育評論家
- 坂本勉 (教育者) - 教育評論家
- 三上満 - 教育評論家
- 山田修 (教育者) - 教育評論家
- 山本国和 - 政治活動家　教育評論家
- 山本忠篤 - 教育評論家
- 志道不二子 - 教育評論家
- 篠原いくよ - 教育評論家
- 小宮山博仁 - 教育評論家
- 小杉樹彦-教育評論家、総合型選抜の専門家
- 小林正 (政治家) - 教育評論家
- 小林哲夫 (教育ジャーナリスト)
- 松本肇 (教育評論家)
- 上田庄三郎 - 教育評論家
- 城戸嘉世子 - 教育評論家
- 森一夫 - 教育評論家
- 森口朗 - 教育評論家、東京都職員
- 森比左志 - 教育評論家
- 神戸洋子 - 教育評論家
- 親野智可等 - 教育評論家
- 水谷修 - 教育評論家
- 菅龍一 - 教育評論家
- 清水郁子 - 教育評論家
- 清水克彦 (報道キャスター) - 教育ジャーナリスト
- 石川佐智子 - 教育評論家
- 千住文子 - 教育評論家
- 曽野綾子 - 教育改革国民会議
- 村松喬 - 教育評論家
- 村島義彦 - 教育評論家
- 大畑佳司 - 教育評論家
- 中井浩一 - 教育ジャーナリスト。国語専門塾「鶏鳴学園」塾長
- 中村万三 - 教育評論家
- 長田百合子 - 教育評論家
- 田代三良 - 教育評論家
- 田中くにお - 教育評論家
- 渡辺真由子 - いじめ・メディア評論家
- 島崎直也 - ケミカルエンターテイナー
- 徳留祐太 - 教育評論家
- 内藤朝雄 - 明治大学准教授・社会学者　スクールカースト（学級におけるヒエラルキー）の存在を唱える
- 日下部三之介 - 教育評論家
- 能重真作 - 教育評論家
- 波多野ミキ - 教育評論家
- 畑島喜久生 - 教育評論家
- 尾木直樹 - 教育評論家
- 菱村幸彦 - 教育評論家
- 品川孝子 - 教育評論家
- 品川裕香 - 教育ジャーナリスト
- 品田義国 - 教育評論家
- 武田さち子 - 教育評論家
- 羽仁説子 - 教育評論家
- 平田圭子 - 教育評論家
- 平野彧 - 教育評論家
- 並木浩一 - 教育評論家、大学教授
- 保坂展人 - 教育ジャーナリスト
- 堀裕嗣 - 教育評論家
- 本谷宇一 - 教育評論家
- 無着成恭 - 教育評論家
- 木田宏 - 教育評論家
- 門野晴子 - 教育評論家
- 野々村直通 - 教育評論家
- 矢萩邦彦 - 教育ジャーナリスト
- 矢野永吏子 - 教育評論家
- 柳内達雄 - 教育評論家
- 鈴木道太 - 教育評論家
- 廣中邦充 - 教育評論家
- 櫻井久仁子 - 教育評論家
- 濤川栄太 - 教育評論家
- 濱尾実 - 教育評論家
- リヒテルズ直子 - 教育評論家

### 小・中・高等学校の学校教師
- あがさクリスマス - 高校教師（国語）→「図書館のすぐれちゃん」読書大国を提唱。日本初の源氏物語訳対「３分de源氏物語ⅠⅡⅢⅣ」。
- あさのあつこ - 小学校の臨時教師をへて小説家に。
- 有本淳一 - 高校教師（理科）。天文教育、天文ボランティアとして活動。
- 有沢螢 - 高校の教諭であり、教育現場を扱った職業詠が多い歌人。
- 有村光史 - 現高校教諭及びサッカー指導者。現役時代の主なポジションはディフェンダー。
- 阿部昭 (歴史学者) - 中学校教師。歴史学者。
- 新井章 (歌人) - 中学校教師。歌人。
- 青木久 (立川市長) - 中学校教師。立川市長。
- 朝比奈敦 - 出版業から神奈川県立高校や山口県立高校に在任中、地元の同人誌や文学グループに参加。
- 浅間茂 - 元高校教諭の生物学者。
- 足立洌 - 元高校教諭で丹波竜発見者
- 岩間友次 - 山梨県で高校の教諭の傍らサッカー選手。
- 岩猿敏生 - 福岡県立高校で教諭、その後図書館学者。
- 市原則之 - 高校教諭を3年半務めた後ハンドボール選手へ。
- 井沢純 - 愛知県公立高校の教諭や文部省職員をへて評論家・作家・歌人。国立科学博物館附属自然教育園園長等を歴任。
- 今村克彦 - 小学校教師→「関西京都今村組」代表。よさこいソーランを教育に応用。
- 板垣昭一 - 中学教師→教育科学研究会・国語部会。
- 五十嵐正 (教育者) - 中学校教師。教育者。
- 伊藤博 (コーヒー研究家) - 中学校教師。コーヒー研究家。
- 伊藤美奈子 (心理学者) - 中学校教師。心理学者。
- 伊藤隆 (歴史学者) - 中学校教師。歴史学者。
- 井上英治 (俳優) - 中学校教師。俳優。
- 井上尚美 (教育学者) - 中学校教師。教育学者。
- 井上眞一 (バスケットボール) - 中学校教師。バスケットボール選手。
- 石井宏 (野球) - 中学校教師。野球選手。
- 石井宏子 (政治家) - 中学校教師。政治家。
- 石垣忍 (古生物学者) - 中学校教師。古生物学者。
- 石川賢 (1960年生の投手) - 中学校教師。野球の投手。
- 石川準吉 (農林官僚) - 中学校教師。農林官僚。
- 石川恭司 - 高校教諭のサッカー審判員。元Jリーグ担当審判員。
- 石川和義 - 長野県で高校教諭として勤務をしている陸上競技選手。
- 石浦外喜義 - 高校教諭で校長・相撲部総監督。ちゃんこ店経営者。
- 上田信道 - 大阪府立高校の教諭であった童謡研究者、岡崎女子大学教授。
- 上田清 - 県立高校教諭から大和郡山市長へ
- 内田善利 - 会社勤務をへて高校教諭ののち政治へ。
- 宇佐美大輔 - 高校教諭となった元バレーボール選手。
- 蛭川久康 - 中学、高校教諭をへて、大学教授。
- 遠藤寛子 (作家) - 中学校教師。作家。
- 遠藤忠 (政治家) - 中学校教師。政治家。
- 岡田康志 (野球) - 中学校教師。野球選手。
- 大村はま - 小学校教師、国語教育の実践。
- 大野久 (野球) - 中学校教師。野球選手。
- 小河勝 - 中学校教師。百ます計算などを取り入れた小河式プリントが全国の中学校や学習塾で利用される。
- 尾木直樹 - 高校教師（国語）→教育評論家。
- 岡島俊樹 - 引退後は地元で小学校教員となった元サッカー選手。校長を経て、富山市教育センター所長を務めた。
- 乙武洋匡 - 新宿区の非常勤職員として「子どもの生き方パートナー」や杉並区の任期つき講師として教員勤務も。
- 小沢俊郎 - 東京都立高校の教諭をへて大学教授に転じた宮沢賢治の研究者。
- 太田拓弥 - 高校教諭、大学教職員を歴任するレスリング選手。
- 川勝博 - 愛知県の県立高校の教諭となり、物理を中心に理数教育を実践・研究した。
- 加藤廣志 - 元高校教諭、バスケットボール指導者。
- 川崎寛治 - 高校教諭、参議院議員秘書などを経て、衆議院議員。
- 加藤真由 - 都内の私立高校で国語教師や吹奏楽部の顧問を務めｔｗ自らも吹奏楽団に所属後、OLに転職。
- 隂山英男 - 立命館小学校副校長、立命館大学教育開発推進機構教授。安倍内閣の諮問機関「教育再生会議」委員を歴任。元大阪府教育委員会委員長。
- 河田晃明 - 小学校教員、羽生市学校教育課長、小学校長、羽生市議会議員を歴任した。埼玉県羽生市長、
- 鎌倉佐弓 - 元埼玉県公立小学校教諭の俳人。
- 神本美恵子 - 元小学校教諭。文部科学大臣政務官などを歴任。
- 隂山英男 - 小学校校長、100マス計算。
- 加藤光三 - 岩手県小学校・中学校教師→教育科学研究会・国語部会、教育国語編集長。
- 加藤修一 (陸上選手) - 中学校教師。陸上選手。
- 河上亮一 - 高校教師（社会）。プロ教師の会。
- 神谷和宏 (教育学者) - 中学校教師。教育学者。
- 喜入克 - 高校教師（国語）。プロ教師の会。
- 北森郁子 - 奈良県立高校教諭となった陸上競技選手。
- 木村時夫 - 高校教諭をへて、早大社会科学部教授・政治史学者。
- 黒田和生 - クラブチーム職員や県サッカー協会での業務などをへて高校の教諭。
- 黒鳥文絵 - 女子高校教諭のオリンピック・スイマー。 ^
- 久保田豊 (政治家) - 中学校教師。政治家。
- 久保亘 - 鹿児島県の高校教諭を歴任。
- 後藤道夫 (科学ジャーナリスト) - 中学校教師。科学ジャーナリスト。
- 小宮悦子 (陸上選手) - 中学校教師。陸上選手。
- 小出進 (教育学者) - 中学校教師。教育学者。
- 小林馨 (陸上選手) - 中学校教師。陸上選手。
- 小林元 (政治家) - 中学校教師。政治家。
- 小林宏之 (サッカー選手) - 中学校教師。サッカー選手。
- 小林信一 (政治家) - 中学校教師。政治家。
- 小林正 (政治家) - 中学校教師。政治家。
- 小林武 (政治家) - 中学校教師。政治家。
- 小林洋司 (教育者) - 中学校教師。教育者。
- 小林和男 (政治家) - 中学校教師。政治家。
- 小林美恵子 - 小学校、養護学校勤務。政治家。日本共産党所属の元参議院議員。
- 児玉健次 - 高校教諭から衆議院議員
- 衣更着信 - 高校教諭（英語科）の傍ら詩人、翻訳家も。
- 香西照雄 - 高校教諭の俳人。
- 沢藤礼次郎 - 定時制高校や農業高校の教諭などを務めた。
- 佐藤三夫 - 『世界史』の受験参考書著者、高校の教諭を長く務めた。
- 佐藤城介 - 高校教諭として指導に奮闘している元サッカー選手。
- 桜井雅浩 - 中学・高校教諭 学習塾経営をへて柏崎市議会議員。
- 斎藤嘉隆 - 小学校教諭、教員組合執行委員をへて議員。
- 酒井弘樹 - 高校教師。元プロ野球選手。
- サウザー (プロレスラー) - 中学校教師。プロレスラー。
- 坂井田晃 - 中学校で美術教師や小学校の担任を務めたのち競艇選手に。
- 坂本秀夫 (教育評論家) - 中学校教師。教育評論家。
- 佐竹義和 (教育者) - 中学校教師。教育者。衆議院議員。
- 佐藤綾子 (心理学者) - 中学校教師。心理学者。
- 佐藤加奈 (野球) - 中学校教師。野球選手。
- 佐藤幹夫 (数学者) - 中学校教師。数学者。
- 佐藤敬 (教育者) - 中学校教師。教育者。
- 佐藤公彦 (歴史学者) - 中学校教師。歴史学者。
- 佐藤彰 (文学研究者) - 中学校教師。文学研究者。
- 佐藤昭夫 (政治家) - 中学校教師。政治家。
- 佐藤哲郎 (政治家) - 中学校教師。政治家。
- 佐藤文男 (1953年生の投手) - 中学校教師。1953年生の投手。
- 佐伯敏子 (写真家) - 中学校教師。写真家。
- 齋藤隆 (重量挙げ選手) - 中学校教師。重量挙げ選手。
- 庄司和晃 - 小学校教師。仮説実験授業の立役者。
- 清水耕介 (バスケットボール) - 中学校教師。バスケットボール。
- 柴田一 (歴史学者) - 中学校教師。歴史学者。
- 柴田博之 (陸上選手) - 中学校教師。陸上選手。
- 志垣澄幸 - 高校の教諭。歌人。
- 篠田一士 - 高校教諭を経て、大学教授。
- 島原健三 - 高校教諭や化学工場勤務を経て、成蹊大学工学部教授。
- 諏訪蘇山 (初代) - 中学校教師。
- 諏訪哲二 - 高校教師（英語）、プロ教師の会。
- 鈴木喬 (歴史研究家) - 中学校教師。歴史研究家。
- 鈴木克美 (柔道) - 中学校教師。柔道家。
- 鈴木茂 (哲学者) - 中学校教師。哲学者。
- 鈴木良一 (歴史学者) - 中学校教師。歴史学者。
- 関山和夫 - 愛知県で県立高校の教諭。佛教大学名誉教授、元京都西山短期大学学長。
- 谷川敏朗 - 宮城県内において高校の教諭。良寛に関する作品監修を行い、全国良寛会の常任理事を務めていた。
- 瑞慶覧長方 - 高校の教諭を経てサボテン研究家となる。
- 武富勝彦 - 高校の生物教師を23年間務めた後、農業に転じる。
- 匠秀夫 - 高校教諭を経て神奈川県立近代美術館に
- 高嶋昌二 - 元高校教諭（国語科）の合唱指揮者。大阪府合唱連盟理事長、関西合唱連盟副理事長。
- 樽谷賢二 - 小学校教師。
- 田端健児 - 長崎の高校教諭となった現役陸上競技選手。
- 田上高 - 高校教諭であったグレコローマンの選手。
- 田口寛 (作曲家) - 中学校教師。作曲家。
- 田村知佳 (野球) - 中学校教師。野球選手。
- 田代哲也 (1969年生) - 中学校教師。1969年生。
- 田中修実 - 岡山県で公立高校の教諭、岡山県総務部県史編纂室主査などを歴任。
- 田中圭一 (日本史学者) - 中学校教師。日本史学者。
- 田中敬一 (師範学校長) - 中学校教師。師範学校長。
- 田中宏幸 (吹奏楽) - 中学校教師。吹奏楽。
- 田中順子 (アーティスティックスイミング選手) - 中学校教師。アーティスティックスイミング選手。
- 田中正大 (造園学者) - 中学校教師。造園学者。
- 田中忠雄 (評論家) - 中学校教師。評論家。
- 田嶋勉 - 小学校校長もつとめる作曲家。
- 高橋幸子 (教育者) - 中学校教師。教育者。
- 高橋広 (野球) - 中学校教師。野球選手。
- 高橋実 (作家) - 中学校教師。作家。
- 高橋伸夫 (地理学者) - 中学校教師。地理学者。
- 高橋正弘 (サッカー指導者) - 中学校教師。サッカー指導者。
- 竹内和夫 (作家) - 中学校教師。作家。
- 千葉聡 - 高校教諭の歌人。
- 塚本学 - 愛知県立高校の教諭を経て信州大学人文学部教授、国立歴史民俗博物館歴史研究部教授など歴任。
- 鶴田大樹 - 高校教諭で女子バレーボール部の指導者を務める。
- 辻武寿 - 小学校教員。宗教家、政治家。
- 寺本光照 - 元公立小学校教諭で鉄道研究家、鉄道写真家、鉄道作家、鉄道友の会会員、鉄道運輸史研究会会員。
- 冨川元文 - 脚本家で小学校教師。
- 富田一彦 (予備校講師) - 中学校教師。予備校講師。
- 豊田三郎 (画家) - 中学校教師。画家。
- 富張広司 - 小学校教師を経て、版画家。
- 長野雅弘 - 私立高校校長。"学校再建校長"、女子教育の専門家。
- 名取弘文 - 神奈川県下の小学校教諭。家庭科専科を担当。
- 中村喜四郎 (1910年生の政治家) - 中学校教師。1910年生の政治家。
- 中村誠 (ラグビー指導者) - 中学校教師。ラグビー指導者。
- 中村日出夫 (教育者) - 中学校教師。教育者。
- 中村明 (生物学者) - 高等学校教師。生物学者。
- 中村雄一 (なかよし学園) - 中学校教師。なかよし学園。
- 中元綾子 - 小学校教諭からフリーアナウンサー、コミュニケーション講師、元読売テレビアナウンサー、
- 中村由香里 (競輪選手) - 小学校教員生活の傍ら、シクロクロスを手始めとする自転車競技大会にも随時出場していたのち競輪選手になることを決意。
- 中田洋介 - サッカー指導者、高校教諭。現役時代のポジションはディフェンダー、もしくはミッドフィールダー。
- 長麻未 - リポーターを経て小学校の教諭に転身後、アナウンサーへ。
- 那谷屋正義 - 横浜市の市立小学校で教員を務めたのち政治の世界に。
- 永井浩二 (野球) - 中学校教師。野球選手。
- 戸田京介 - 高校教諭と兼任でラグビーレフリー（審判員）。
- 西村貞 (文部官僚) - 中学校教師。文部官僚。
- 西野瑠美子 - 東京都で小学校教諭を13年間務めた後、ルポライター、ジャーナリストに転じ、従軍慰安婦などをテーマに執筆活動をおこなっている
- 二瓶秀子 - 大学時代陸上競技選手。卒業後は小学校教員となる。
- 新田均 (野球) - 中学校教師。野球選手。
- 根本敬 (ビルマ研究家) - 中学校教師。ビルマ研究家。
- 野口猛 (作詞家) - 中学校教師。作詞家。
- 紀野恵 - 高校教諭を務める歌人。
- 班目秀雄 - 高校の教諭。元競輪選手。
- 畑澤聖悟 - 秋田県の中学校や青森県立高校の教諭の傍らテレビドラマやラジオドラマの脚本・演出も担当するように。
- 早乙女忠 - 都立高校教諭を経て、英文学者。中央大学名誉教授。
- 長谷川潤 - 中学校教師（社会）。
- 灰谷健次郎 - 小学校教師を務める傍ら児童詩誌の編集に携わる。
- 原田悠里 - 2年間、横浜市の公立小学校にて音楽の教師をしていた演歌歌手。
- 原田隆司 - 小学校の教員を続けながらラグビーの審判員・レフリーを始める。
- 浜田健一 - 小学校教師を経て衆議院議員。
- 林正儀 - 神奈川県立高校教諭のオーディオ評論家。
- 春名美佳 - スポーツクラブ勤務を経て、小学校教諭を務めていた競泳選手で大学院で教員免許取得。
- 橋本淳 (サッカー選手) - 中学校教師。サッカー選手。
- 橋本實 (野球) - 中学校教師。野球選手。
- ピーター・ハウレット - 中学校・高校教師（英語）、翻訳家、環境問題研究家。
- 半田真一 (野球) - 中学校教師。野球選手。
- 平井一正 (重量挙げ選手) - 中学校教師。重量挙げ選手。
- 平山優 (歴史学者) - 中学校教師。歴史学者。
- 平原勇次 - 都立高校教諭（保健体育科）のバスケットボール審判員。
- 兵頭由教 - 現役高校教諭の県社会人フットボールクラブ所属のサッカー選手。
- 樋口州男 - 都立高校教諭の後、研究者へ。
- 深谷圭助 - 小学校教師。「辞書引き学習法」を提唱。
- 藤原和博 - 公立中学校の民間人校長（リクルート出身）→「よのなかnet」主宰。
- 藤井清 (物理学者) - 中学校教師。物理学者。
- 藤村義朗 (政治家) - 中学校教師。政治家。
- 藤森萬年 - 教育者。長野県の高校教員。工業教育のあり方、日本の工業のあり方等を主として研究
- 藤田のぼる - 東京都内の私立小学校教諭を経て、日本児童文学者協会に勤務した児童文学研究者･作家。日本児童文学者協会理事長。
- 古田靖志 - 小学校校長歴任。温泉コラムニスト。下呂発温泉博物館の名誉館長。
- 細田貴助 - 閉校した小学校の元校長の郷土史研究家、茅野市神長官守矢史料館初代館長。
- 堀真一郎 - きのくに子どもの村学園園長。
- 本城慎之介 - 最年少の中学校民間人校長（元楽天取締役副社長）。
- 松下哲哉 - 高校教師（体育）、運動生理学の研究（息こらえ）。
- 松本稔 (野球) - 中学校教師。野球選手。
- 松野陽一郎 - 中高一貫校教師（数学）。
- 松嶋盛人 - 大学農学部卒業後日本ハムを経て小学校教員、中学校校長を歴任し政治の世界に。
- 松家卓弘 - 高校の教諭。元プロ野球選手（投手）。
- 前新健 - 県職員から県内の小中高校の教諭をへて、専修学校の校長を務める
- 宮本研 - 大分県の公立高校の教諭から舞台演出や戯曲を執筆。
- 南野泰義 - 高校教諭を経て、大学教授となった政治学者。
- 三上満 - 中学校教師（社会）、労働組合活動家。金八先生のモデル。
- 三好京三 - 小学校に助教諭、教諭として赴任。
- 水谷修 - 夜間高校教師（社会）、「夜回り先生」。
- 宮本延春 - 高校教師（数学）、「オール1先生」。
- 宮坂武男 - 小学校校長、岡谷市教育委員長を務め、城郭研究家に。県文化財保護協会諏訪支部長、信濃史学会会員。
- 宮川ひろ - 公立小学校教員のかたわら日本児童文学者協会が開講した「新日本童話教室」に参加。
- 無着成恭 - 中学校教諭、明星学園教諭、教頭を歴任。禅宗の僧侶で教育者。生活綴方の代表的な文集『山びこ学校』と、『全国こども電話相談室』の回答者などを務めた。
- 武藤山治 (日本社会党) - 中学校教師。日本社会党員。
- 向山洋一 - 「教育技術法則化運動（TOSS）」代表。すぐれた教育の技術を共有化するのに成功。
- 森浩一 - 府立高校の教諭を務める傍ら、古墳の発掘にも従事。
- 森島久雄 - 東京都公立中学校国語科教諭、都立高校教諭を経て、文部省専門調査官や大学教授に。
- 森田稔 - 東京都立高校教諭から大学教授となったロシア音楽研究者。
- 安里琉太 - 高校の教諭である俳人。
- 山内徳信 - 高校教諭をへて参議院議員。
- 山井湧 - 都立高校教諭を経て、中国哲学者に。
- 山口正之 (宗教学者) - 中学校教師。宗教学者。
- 山口博 (日本近代文学研究者) - 中学校教師。日本近代文学研究者。
- 山口和彦 (政治家) - 中学校教師。政治家。
- 山田良定 - 県立高校教諭や母校滋賀大の教授を務めた。
- 山田進 - 道内高校や工業高等専門学校に勤務。
- 山田満 - 神奈川県立高校教諭から大学教授等。
- 山崎猛 (彫刻家) - 中学校教師。彫刻家。
- 山田修 (建築家) - 中学校教師。建築家。
- 山田泉 (教育者) - 中学校教師。教育者。
- 山本悦子 (児童文学作家) - 中学校教師。児童文学作家。
- 山本健一 (トレイルランナー) - 中学校教師。トレイルランナー。
- 山本常夫 (野球) - 中学校教師。野球選手。
- 山本博 (アーチェリー選手) - 中学校教師。アーチェリー選手。
- 山元宗 - 小学校教諭、図書館指導主事、小学校教頭、校長を歴任し後に政治の世界に。
- 山神明理 - 大学卒業後は小学校教諭を務めた気象予報士。
- 山脇百合子 (英文学者) - 中学校教師。英文学者。
- 柳家つばめ (5代目) - 中学校教師。落語家。
- 義家弘介 - 高校教師（社会）、「ヤンキー先生」。現在は衆議院議員。
- 米村でんじろう - サイエンスライター。理科教育の実践に貢献。
- 琴寄政人　中学校教師、「子ども／明日への扉」
- 吉村寅太郎 (教育者) - 中学校教師。教育者。
- 吉田正 (実業家) - 中学校教師。実業家。
- 吉田武 (歌人) - 中学校教師。歌人。
- 吉田和子 (政治家) - 中学校教師。政治家。
- 吉田知子 - 新聞記者から浜松市の高校教諭をしていた
- 吉開寛二 - いったん母校の高校教諭となるも、のち漫画家となる。
- 横田稔 (海軍軍人) - 中学校教師。海軍軍人。
- 横田純子 - 中学校教師。合唱指導者。
- 和合亮一 - 福島県の高校教諭の傍ら詩作活動を行う。
- 渡辺茂 (作曲家) - 小学校教頭、校長と同時に全小音研（全国小学校音楽研究会）理事同会長及び全日音研（全日本音楽教育研究会）小学部会長と、音楽教育団体の要職を歴任。
- 渡部武 (中国文化史学者) - 中学校教師。中国文化史学者。
- 渡辺毅 (作家) - 中学校教師。作家。
- 渡辺憲司 (日本文学者) - 中学校教師。日本文学者。
- 渡辺修 (歴史研究家) - 中学校教師。歴史研究家。
- 渡辺信一郎 (文化人類学者) - 中学校教師。文化人類学者。
- 渡辺大輔 (陸上選手) - 中学校教師。陸上選手。
- 渡辺武 (歴史学者) - 中学校教師。歴史学者。

### 専門学校教師（専修学校・各種学校）
- 伊丹谷五郎 - ポプラ学園理事長
- 瀬見博 - ポプラ介護福祉学校初代校長
- 小河勝 - ポプラ介護福祉学校校長
- 西村公男 - 学校法人愛甲学院理事長・校長、簿記会計のすべて・原価計算の解法
- 戸田一雄 - 文化学院理事長
- 濱野賢一朗 - リナックスアカデミー学校長、オープンソース教育
- 藤原喜明 - 柔道整復専門学校理事長
- たかの友梨 - たかの友梨学園たかの友梨美容専門学校理事長
- 富田満 - 東京神学大学、明治学院大学理事長、金城女子専門学校理事長
- 西島英利 - 医師（精神科）、医療法人財団小倉蒲生病院理事長、小倉南看護専門学校理事長
- 末松偕一郎 - 別府市の市長歴任。 九州歯科医学専門学校理事長
- 池田守男 - 資生堂相談役、資生堂美容技術専門学校理事長、東洋英和女学院理事長・院長
- 篠原欣子 - 篠原学園専門学校理事長
- メイ牛山 - ハリウッド美容専門学校校長。
- 山中祥弘 - 学校法人メイ・ウシヤマ学園理事長、ハリウッドビューティ専門学校理事長、全国専門学校協会理事長。
- 住野公一 - オートバックスセブン相談役、学校法人住野学園湘南オートモビル･ビジネス専門学校理事長。
- 小野寺五典 - 学校法人増子学園の東北福祉情報専門学校理事長と東北福祉大学特任講師を務めた。
- 多忠和 - 日本電子専門学校理事長。
- 中村久雄 - 中村栄養短期大学（現・中村学園大学短期大学部）事務局長。中村学園理事長、中村料理学院（現・中村調理製菓専門学校）理事長。
- 谷山兵三 - 大阪医療技術学園専門学校理事長、大阪生物工学専門学校（現大阪動植物海洋専門学校）名誉学長
- 服部幸應 - 服部栄養専門学校理事長・医学博士
- 榎並充造 - 神戸女子薬学専門学校理事長なども歴任した。
- 小林英健 - 学校法人近畿医療学園 近畿医療専門学校 理事長
- 杉山勇司 - 東京スクールオブミュージック専門学校で講師
- ガリベンズ矢野 - 専門学校で講師
- 瓜田華菜子 - 上野法律ビジネス専門学校やいわて公務員専門学校で講師（教務主任）も務める。
- 松田洋治 - 東京アニメーションカレッジ専門学校で講師として演技指導。
- 山中誠也 - 日本工学院専門学校で講師もしている。
- 湖川友謙 - 東京アニメーター学院、東映アニメーション研究所で教鞭を振るった。
- タケカワユキヒデ - 仙台の芸術系専門学校で講師
- 相倉久人 - 日本ジャーナリスト専門学校で講師を務めていた
- あかほりさとる - 東放学園映画専門学校で講師の仕事などもこなしている。
- 西野やすし - 京都の音楽専門学校で講師を務めていた。
- 上田悦 - 漫画の専門学校で講師を務めている。
- くしまちみなと - デジタルアーツ東京などの専門学校で講師もしている。
- 山本淳一 (映画監督) - 東放学園音響専門学校で講師も務める。
- 千葉秀 - 仙台コミュニケーションアート専門学校（現・仙台スクールオブミュージック＆ダンス専門学校）で講師を務める。
- 高塚雄介 - 東京都立松沢看護専門学校等複数の看護・福祉関係の専門学校で講師・カウンセラー等を務める。
- 小林静雄 - 千代田女子専門学校で講師も務めた
- 落合真司 - 作家活動以外にクリエイティブ系の専門学校で講師をつとめる。
- 茶本繁正 - 日本ジャーナリスト専門学校で講師を務めた。
- 青野りえ - ヴォイストレーナーとして音楽専門学校で講師を務める
- 猿渡英矢 - 支倉学園　創表現専門学校で講師を勤め、後にテクニカルプロデューサーとしてカリキュラム制作にも携わる。
- 山本重也 - WAOクリエイティブカレッジ新宿校（専門学校）で講師を務めたこともある。
- 中川有加 - 大学院在学中より東京都立広尾看護専門学校、、看護師となってからも大阪赤十字看護専門学校で講師を兼任
- 吉岡康典 - M40-44クラスにおいてアジア記録・日本記録保持者。大学、専門学校で講師も
- 中澤一夫 - 浜松市助役をつとめたほか、静岡県立浜松建設技能専門学校講師も
- 玉麻尚一 - 日本芸術専門学校講師。
- 河内孝博 - 日本芸術専門学校講師。
- 細江英公 - 東京写真専門学校、社団法人日本写真家協会副会長
- 小高三良 - 日本芸術専門学校講師。
- 寺沢功一 - 尚美ミュージックカレッジ専門学校講師を務める
- 宇津本直紀 - 専門学校講師。
- 綿貫正顕 - 大阪音楽大学・佛教大学四条センター・キャットミュージックカレッジ専門学校講師
- 村田博美 - 日本芸術専門学校講師。
- 紀昌利 - 日本芸術専門学校講師。
- 深澤弘 - 音響芸術専門学校講師を務めた。
- ひのあらた - 日本芸術専門学校講師。
- 寺井智之 - 日本芸術専門学校講師、WAHO學院校長。
- 出雲亮一 - 日本芸術専門学校講師。
- 堀江一眞 - 日本芸術専門学校講師。
- 大野文彦 - 服部栄養専門学校 講師
- 菊池晋作 - 服部栄養専門学校 講師
- 西澤辰男 - 服部栄養専門学校 講師
- 三浦一年 - 尚美ミュージックカレッジ専門学校講師、横浜ミュージックスクール講師。
- 吉田徹 - 大阪アミューズメントメディア専門学校 講師。

### 特別なニーズを持った子供の教育（障害児・不登校児・他）
- アルフォンス・デーケン - 死の準備教育、死生学。上智大学教授。
- 伊東雋祐 - ろう教育者。
- 大友淑江 - 社会福祉法人あすなろ学園　創始者
- 奥地圭子 - 東京シューレ代表
- 喜多徹人 - 神戸セミナー校長。
- 沢田美喜 - エリザベス・サンダースホームの創立者
- 鈴木鎮一 - 音楽教育の実践家。スズキ・メソードの開発。
- 高橋幸子 - みみずの学校元主宰
- 高橋潔 - ろう教育者。
- 辻本繁 - ろう教育者。
- 竹内敏晴 - 演出家、からだとことばのレッスン
- 谷昌恒 - 北海道家庭学校元校長
- 鳥山敏子 - 賢治の学校主宰。
- 福井達雨 - 止揚学園園長
- 丸山千代 - ろう教育者。
- 宮城まり子 - 歌手、ねむの木学園
- 牟田武生 - 不登校・引きこもりの実践・臨床研究。NPO法人教育研究所理事長。
- 中岡和己 - 自由学校の創設者。庄原こどもの夢学園理事長。
- 西本順次郎 - 精神科医。モンテッソーリ教育による幼児・障害者教育にも携わった。
- 藤崎達宏 - モンテッソーリ教育の教師でNPO法人理事長。
- 田淵俊彦 - 映像作家でモンテッソーリ教育に興味が深い。
- 牧衷 - 岩波映画製作所の脚本家。多くの科学教育映画の企画と脚本を担当。
- 折井英治 - 科学教育家。子供向けの科学読み物や絵本などの著作が多数。
- 島崎直也 - こども向け参加体験型コンテンツプランナー/エンターテイナー。こどもヘンテコまほうラボ　所長。2016年4月から佐久市子ども未来館館長。
- 松本弘義 - 登校拒否・不登校問題全国協議会の代表者。
- 久保治雄 - 『大学教授になった不登校児』（第三文明社、1998年）などの著作がある
- 八巻正治 - 元牧師、大学教員。尚絅学院大学での担当科目は社会的養護、児童養護、社会福祉、相談援助であった。 前任校の弘前学院大学では障害者福祉論が担当科目であった。
- 義家弘介 - 衆議院文部科学委員長。北海道芸術高等学校チーフアカデミックディレクター。NPO法人あきらめない特別顧問。「ヤンキー先生」のニックネームで知られる。
- 広瀬慶輔 - 寝屋川市長時、小中学校の児童生徒が登校かオンラインかを各家庭の希望に応じて選べる「選択登校制」を導入
- 柴橋正直 - 岐阜市長時、不登校の中学生対象の特例校を開校。
- 長田百合子 - 教育評論家で不登校・いじめ・非行に関する著書多数。
- 石井郁子 - 教育学者、政治家で不登校・いじめ・非行に関する著書多数。
- 斎藤環 - 精神科医でひきこもり対策の第一人者
- 相良敦子 (教育家) - エリザベト音楽大学教授でモンテッソーリ教育家
- 鼓常良 - モンテッソーリの教育学の翻訳や著作、幼児教育研究所の設立と付属「月見が丘子どもの家」モンテッソーリ教育実践を始めた。
- 川村洋子 - 横浜梶山モンテッソーリスクールの園長。
- 佐藤可士和 - ふじようちえんのディレクターをつとめた。
- 白井智子 - Innovation lab 共同代表、ハタチ基金代表理事、文部科学省フリースクール等検討会議委員
- 荒井裕司 - フリースクールゆうがく（伸学会株式会社）主宰、ほか「サポートアカデミー」や高校受験のための「伸学会予備校」を設立。
- 高橋良臣 - 登校拒否文化医学研究所所長、臨床心理士、獣医師、牧師。
- 石井希尚 - 作家、結婚カウンセラー、牧師、フリースクール「寺子屋学園」設立者・校長
- 松本隆博 - 厚生労働省わかものハローワーク広報大使、NPO法人「赤ちゃんファミリー応援隊」理事、小中学生を対象とした学校の代わりとなる居場所フリースクール「こころ」の校長なども務める。
- 早瀨憲太郎 - ろう者むけ塾を設立して塾長に就任や東京都立大塚ろう学校の講師、非営利団体「スマイルフリースクール」の理事長も務めている。
- 林久美子 - インクルーシブ教育を推進する議員連盟事務局長代理、フリースクール等議員連盟事務局長など。
- 斎藤道雄 (記者) - ろう教育について報道し、フリースクールの龍の子学園の学校法人設立発起人会の代表を務める。
- 渡辺位 - 児童精神科医で国府台病院を定年退職後は東京シューレを中心に登校拒否・教育問題に関わる執筆・講演などで精力的に活動した。

### その他
- 島悟 - 医学者、精神科医。研究分野は、勤労者のメンタルヘルス
- 玉井義臣 - 「あしなが育英会」創始者・会長、「心塾」創立者・塾長
- 半田晴久 - 「みすず学苑」創設者・学苑長、カンボジア大学総長・教授
- 村上雄藏 - 高校教諭のち兵庫県知事認可（後学校法人）の予備校神戸セミナーを創立
- 岡田吉弘 - スパルタ式教育術を標榜する私塾「岡田塾」主宰
- 石角完爾 - 欧米のボーディングスクールの調査、留学支援NPOの主宰
- 安生健 - 言語系自然科学教育者。
- 川勝清司 - 教育者。元学校法人日ノ本学園理事長。研究分野は、科学教育、教育学。
- 古岡秀人 - 学研創始者。公益財団法人古岡奨学会理事長。
- 山崎貞一 - フェライトコアの工業化に貢献し、研究者・技術者の育成と科学技術の発展に多大なる貢献をなすほかに自然科学教育振興会の創立も
- 今崎半太郎 - 村長として村民の意識改革や水産教育をも
- 松本キミ子 - キミ子方式の美術教育が知られる。
- 久保貞次郎 - 美術評論家であるが小中学生を対象とした創造主義美術教育運動の指導者。
- 栗林元二郎 - 北海道の農業教育者。農業専門学校八紘学園の創設者。
- 渡邉美樹 - 学校法人郁文館夢学園理事長兼校長。
- 福武總一郎 - 慈善活動家。ベネッセホールディンクス名誉顧問。
- 福武哲彦 - 進研ゼミで成功した福武書店（現ベネッセコーポレーション、ベネッセホールディンクス）創業者
- 鳥居徹也 - 学校法人三橋学園『夏見台幼稚園・保育園』園主。
- 今村久美 - 社会起業家。認定NPO法人カタリバ設立者・同代表理事。
- 鵜川昇 - 茗渓会会長、学校法人茗溪学園理事長、学校法人桐蔭学園理事長、桐蔭横浜大学学長、自民党かながわ政治大学校初代校長などを務めた。
- 吉田知明 - 個別指導塾スタンダード創業者、株式会社SCホールディングス代表。
- 水野達朗 - 家庭教育アドバイザー、不登校復学支援専門のカウンセラーで家庭教育支援センター・ペアレンツキャンプ創設者。
- 北山雅史 - 栄光ゼミナールを経営する株式会社栄光創業者・最高顧問。
- 津田秀樹 - 試験の研究家。選択式の問題を選択肢のみで解く方法を開発し出版。
- 大友淑江 - 社会福祉法人創始者・元理事長。歌人。知的障害を持つ児童の教育に専念。
- 小林さやか (ビリギャル) - 『学年ビリのギャルが1年で偏差値を40上げて慶應大学に現役合格した話』（通称：ビリギャル）で題材・主人公とされた女性。
- 小林正弥 (ビジネス教育者) - 教育スクールビジネス専門の経営コンサルタント、教育スクールビジネス研究所代表取締役。
- 豊田育子 - 岐阜市にある学校法人豊田学園の学園長。
- 橘遵 - BYU Provoの客員教授、右脳教育研究所長。
- 吉政忠志 - IT業界の教育。一般社団法人PHP技術者認定機構　代表理事
- 野島智司 - 九大大学院を退学した後、身近な自然をテーマにした個人プロジェクト「マイマイ計画」を始動。
- 下出義雄 - 財団法人大同工業教育財団を組織。
- ヨビノリたくみ - 大学の数学や物理の解説動画配信者

予備校講師など
- 大橋憲三 - 駿台予備学校化学科非常勤講師
- 林修 - 予備校講師、タレント。 東進ハイスクール・東進衛星予備校国語科専任講師。
- 杉山奈津子 - 著作家、学習塾経営者、イラストレーター、心理カウンセラー
- 村瀬哲史 - 東進ハイスクール・東進衛星予備校地理専任講師。タレントとしても活動している。
- 林省之介 - 大学教授、政治家。元衆議院議員（1期）のほか予備校講師も歴任。
- 室井光広 - 小説家、文芸評論家のほか予備校講師も歴任。
- 萩野浩基 - 早稲田予備校講師（英語）なども歴任。
- 菊地幸夫 - 司法試験予備校の辰已法律研究所で長年講師を務めている。
- 北村春吉 - 旧制専門学校校長、サッカー選手のほか予備校講師も歴任。
- 佐藤忠志 - 教育評論家・元予備校講師。元拓殖大学客員教授。愛称は「金ピカ先生」。
- 小田実 - 作家・政治運動家のほか予備校講師も歴任。
- 飯嶋和一 - 小説家。中学校教諭のほか予備校講師も歴任。
- 菅孝行 - 執筆活動のかたわら予備校講師も。
- 秋山仁 - 通称「レゲエ教授」。かつては駿台予備学校で予備校講師もしていた。
- 鈴木邦男 - 政治活動家、「一水会」名誉顧問、思想家、文筆家、プロレス評論家だが河合塾講師も。
- 伊藤和夫 - 予備校講師。駿台予備学校英語科専任講師を約30年間務めた。
- 月村了衛 - 予備校講師、脚本家を経て小説家となる。
- 金谷俊一郎 - 歴史コメンテーター、予備校講師。東進ハイスクール・東進衛星予備校日本史講師。一般財団法人日本普及機構代表理事。
- 浅羽通明 - 評論家。みえない大学本舗主宰。ほか予備校講師も歴任。
- 伊藤賀一 - 永田達三の永田塾にて講師、東進ハイスクール・秀英予備校・秀英BBS（ブロードバンドスクール）などの予備校講師を経て、リクルートの映像授業「スタディサプリ」、辰已法律研究所などで講師を担当
- 伊藤真 (弁護士) - 資格試験予備校伊藤塾の塾長。弁護士（法学館法律事務所）。
- 渡辺京二 - 思想史家・歴史家・評論家のほか予備校講師も歴任。
- 関井光男 - 文芸評論家。早稲田予備校現代文担当講師などを務めた。
- 副島隆彦 - 作家。副島国家戦略研究所（SNSI）を主宰。元代々木ゼミナール講師。
- 伊藤悟 - 評論家、マルチアクティヴィスト、ラジオパーソナリティ、著作家。高等学校教師、予備校講師も歴任。
- 西きょうじ - 予備校講師。元代々木ゼミナール英語科講師、元東進ハイスクール・元東進衛星予備校英語科講師。
- 中島義道 - 哲学者、作家のほか予備校講師も歴任。
- 吉川勇一 - 市民運動家、翻訳家。元英語教師（予備校講師・専門学校講師）
- 野村二郎 (ジャーナリスト) - 司法ジャーナリスト。早稲田セミナーマスコミ講座講師もつとめた。
- 山本義隆 - 研究者のほかに予備校講師として、駿台予備学校で物理科の講師を30年以上務める。
- 西田昌史 (予備校講師)
- 小阪修平 - 評論家。全共闘活動家。駿台予備学校論文科講師。
- 桧山泰浩 - 元プロ野球選手（投手）で現在は、司法書士と早稲田セミナー専任講師を兼任している。
- 柴田孝之 - 三重県菰野町長、弁護士、司法試験予備校講師。
- 出口汪 - 予備校講師、実業家。
- 長岡亮介 (数学者) - 数学教育者。元予備校講師で「意欲ある若手数学教育者支援組織 TECUM」主催者。
- 入不二基義 - 哲学者。元予備校講師。
- 細野真宏 - 経済解説者、映画評論家。受験予備校Hosono's Super School主宰。元々は大学受験における数学の参考書・数学の学習指導で有名。
- 高橋武智 - 仏文学者、翻訳家。日本戦没学生記念会（わだつみ会）理事長。元予備校講師。
- 杉崎智介 - 映画監督、脚本家、放送作家、作詞家、作曲家、ラジオパーソナリティ、実業家、元政治家、医学部予備校四谷メディカル学院長。
- 澤井繁男 - 作家、評論家、エッセイスト、イタリアルネサンス文学・文化研究家。元予備校講師。
- 加藤陽子 - 歴史学者。元予備校講師。
- 岩崎茂雄 - 弁護士。元予備校講師でLEC東京リーガルマインドで専任講師
- 牧野剛 - 評論家、予備校講師
- 神山睦美 - 文芸評論家。 全共闘活動の後、個人学習塾を開くが予備校の教壇に立ちながら、在野での思想、評論活動を行う。
- 秋本吉徳 - 国文学者。元駿台予備学校古文科講師。元東大進学塾エミール古文科講師。